# Карпати (Львів)
«Карпа́ти» — футбольний клуб з міста Львова, заснований у 1963 році. Єдиний клуб за всю історію Кубка СРСР, що виграв трофей, виступаючи не у вищій лізі (1969). Дворазовий фіналіст Кубка України: 1993 і 1999. Півфіналіст Кубка СРСР (1972, 1979), Кубка України (1993/94, 2005/06, 2011/12). Бронзовий призер чемпіонату України 1997/98, найвище досягнення в чемпіонаті СРСР — 4-те місце (сезони 1976-весна і 1976-осінь). Клуб виступав на стадіоні «Україна» (28 051 місць).
Розформований 2021 року, зараз існує як інша юридична особа. ФІФА визнала сучасний клуб правонаступником колишнього.

## Історія

### Створення клубу
| «Карпати»                                             |
| Історична смугаста форма. Характерна для 1960-х років |

Офіційна дата створення команди «Карпати» — 18 січня 1963 року, так вказано у програмці до першого офіційного матчу з «Локомотивом» Гомель (21 квітня 1963). У сезоні 1962 львівська команда «Сільмаш», вигравши чемпіонат і Кубок Львівської області, здобула право грати у класі «Б». Проте перед початком сезону 1963 Федерація футболу СРСР провела чергову реорганізацію радянського футболу — створено другу групу класу «А» (перехідну лігу між класом «Б» і класом «А»), де було передбачено місце для команди зі Львова. На той час у місті була лише армійська команда СКА (Львів), де гравці довго не затримувалися, бо покидали клуб після закінчення військової служби, а найсильніших брав до себе головний армійський клуб країни — ЦСКА (Москва). Тому керівництво міста вирішило створити незалежний від війська цивільний колектив, де можна було б збирати найсильніших гравців Львова.
У грудні 1962 року в будівлі обласної ради профспілок на проспекті Шевченка в кабінеті тодішнього голови профспілок Львівської області та екс-голови обласної федерації футболу Гліба Васильовича Климова зібралися тренери «Сільмаша» Юрій Зубач та Василь Соломонко, а також директор заводу «Львівсільмаш» Іван Антонович Калініченко, щоб обговорити назву нового клубу. Назву «Сільмаш» визнали невідповідною для змагань такого високого рангу. Розглядали варіанти «Спартак» чи «Динамо», бо такі клуби існували наприкінці 1940-х у Львові, і назву «Галичина», яку визнали надто патріотичною, адже комуністичне керівництво не затвердило б її. Топонім «Карпати» запропонували Гліб Климов і Юрій Зубач, обґрунтувавши це тим, що за географічним принципом названий, наприклад, дніпровський «Дніпро».
Усі колективи в радянський час були «прив'язані» до певних виробничих об'єднань чи спортивних товариств, тому «Карпати» ввійшли до товариства «Авангард», а патроном і спонсором клубу став Львівський телевізійний завод «Електрон». Із «Сільмаша» в новоствореній команді опинилося тільки двоє: Ігор Кульчицький (майбутній капітан у кінці 1960-х) і Йосип Фалес, зате новостворений клуб перебрав смугасті зелено-білі кольори «Сільмаша». Команду підсилили гравцями львівського СКА і приїжджими футболістами. Перед львівськими вболівальниками колектив вперше постав 14 квітня 1963 року, коли у товариській грі на стадіоні «Динамо» (зараз на його місці височить будівля львівської обласної ДПА) «Карпати» приймали «Зеніт» (Іжевськ) — перемога 1:0. Єдиний м'яч забив капітан команди Олександр Філяєв.
Офіційний дебют «Карпат» відбувся 21 квітня 1963 року проти гомельського «Локомотива» (перемога 1:0, гол на рахунку Анатолія Крощенка). Перший свій сезон клуб завершив на 7 місці серед 18 команд.

### Перші сезони
У середині 60-х львів'яни закінчували чемпіонати у другій групі класу «Б» переважно у першій десятці — для вищих досягнень бракувало стабільності виступів. Серед гравців виділялись захисник Володимир Валіонта, півзахисник Ігор Кульчицький, нападники Анатолій Крощенко і Валентин Гусєв. В 1965 році колектив був за крок від пониження у класі через недолугий регламент чемпіонатів СРСР. Посівши пристойне, 9-те місце серед 32 клубів, «Карпати» змушені були по завершенні першості у перехідних іграх боротися із переможцем української зони класу «Б» — СКА (Львів), а згідно з регламентом мав залишитися лише один представник від міста. СКА (Львів) — тогорічний переможець української зони класу «Б» і чвертьфіналіст Кубка СРСР, клуб досвідченіший та старший, переміг 2:0 і 3:0. Але керівництво радянського футболу в останній момент вкотре змінило структуру першостей СРСР і до другої групи класу «А» потрапили обидві команди. Після закінчення сезону 1965 і перехідних ігор Карпати покинуло кілька досвідчених футболістів, на місце яких важко було знайти гідних гравців.
У чемпіонаті 1966 року відбулося значне оновлення складу, дебютувало багато молодих футболістів, які згодом прославляться на всесоюзній арені перемогою у Кубку СРСР 1969 та виходом до вищої ліги. Це, зокрема, Ростислав Поточняк і Володимир Данилюк. Юні гравці були недосвідченими — зміна поколінь негативно позначилась на результатах — у 1966 та 1967 роках «зелено-білі» фінішували, відповідно, на 14 і 7 позиції. Ці два сезони відзначилися багатьма кадровими переміщеннями — курс на омолодження послідовно і жорстко проводив головний тренер Євген Лемешко. Потроху гра налагодилась — якщо на початку сезону 1967 перемоги давались важко, то у другій половині чемпіонату Карпати вже були серед лідерів і тільки дві поспіль поразки на фініші відкинули колектив на 7-ме місце. Також 22 серпня 1967 року у грі проти «Труда» у Воронежі свій перший м'яч за «Карпати» забив Володимир Данилюк. Упродовж 1960-х і 1970-х років цей футболіст неодноразово ставав найкращим бомбардиром в історії клубу, а його рекорд, 88 голів, не перевершено й донині.
12 серпня 1968 року «Карпати» зафіксували найбільшу перемогу в лізі за всі часи — у Львові «Німан» (Гродно) програв з рахунком 0:8. Загалом протягом першості-1968 «Карпати» забили 80 голів у 40 матчах і отримали престижний приз українського журналу «Старт» за найкращу різницю забитих і пропущених м'ячів (+46). Цей випадок залишився єдиним в історії вручення призу, коли його отримала команда не з вищої ліги. «Карпати» виграли змагання у своїй підгрупі, випередивши київський та одеський СКА, і здобули право змагатися за вихід до вищої ліги з переможцями інших підгруп.
У фінальній групі суперниками львів'ян стали «Уралмаш» (Свердловськ), «Іртиш» (Омськ) і «Суднобудівник» (Миколаїв). Ігри відбувалися у Сочі в одне коло. Протягом першої гри проти «Суднобудівника» «Карпати» володіли перевагою, але пропустили гол на останніх хвилинах поєдинку і поступились. Омський «Іртиш» було розгромлено 4:0. Отож перед вирішальним матчем з «Уралмашем» львів'яни мали на очко менше від росіян, тому лише перемога виводила «зелено-білих» до найвищого дивізіону. Гра завершилась з рахунком 1:1 — гол росіяни забили з офсайду, який не помітив боковий арбітр Хярмс, і у «вишку» вийшли свердловці. Наступного року той самий лайнсмен судитиме гру «Карпат» у фіналі Кубка СРСР, після якої визнає, що упереджене ставлення до українців у фінальному турнірі в Сочі було наслідком вказівок «зверху» — до вищої ліги мав потрапити саме «Уралмаш».
Український клуб остаточно пройшов стадію зігравання молодих гравців між собою — сформувався колектив, який вважали одним з найкращих у другому дивізіоні. У сезоні 1968 року в складі «Карпат» було тільки два гравці, які мали понад 28 років. Основу колективу становили футболісти 20-25-річного віку. Як виявилося згодом, найбільші досягнення були попереду.

### Кубок СРСР 1969
| Данилюк Лихачов Габовда Броварський Булгаков Кульчицький (к) Герег Сиров Поточняк Данильчук Турпак |
| Склад у фіналі Кубка СРСР 1969. Головний тренер: Ернест Юст. Начальник команди: Карло Мікльош.     |

1969 рік знову був перехідним у радянському футболі — наступного сезону стартувала перша ліга. До неї виходило 3 найкращі команди підгрупи. Керівництво «Карпат» поставило завдання потрапити у цю трійку. Новим головним тренером став Ернест Юст. У чемпіонаті до трійки потрапити не вдалося — всі сили команда кинула на кубкову боротьбу.
У Кубку СРСР «Карпати» в домашніх матчах здолали одеський СКА, єреванський «Арарат», одеський «Чорноморець» і у 1/4 фіналу мали грати з воронезьким «Трудом». Але якщо попередні три гри волею жереба львів'яни проводили вдома, то проти воронежців, які несподівано вибили московський «Спартак» мали грати на виїзді. Важка перемога 1:0 вивела «Карпати» до півфіналу — на миколаївський «Суднобудівник». 50 тисяч уболівальників на трибунах чекали своєрідного реваншу — минулого року саме миколаївці завдали «зелено-білим» єдиної поразки у фінальній групі в Сочі і тих очок забракло львів'янам для виходу у вищу лігу. Цього разу «Карпати» перемогли — 2:0.
Влада Львова замовила спеціальний потяг «Львів-Москва», який напряму доставив до столиці СРСР сотні львівських уболівальників, переважно робітників підприємств міста (заводів «Електрон», «Львівсільмаш», ЛАЗ, швейної фірми «Маяк» та ін.)
Тож 17 серпня 1969 року «зелено-білі» вийшли на поле московського стадіону в Лужниках на поєдинок проти фаворита — вищолігового СКА (Ростов). Перед початком гри капітан «Карпат» Ігор Кульчицький відповідно до протоколу потиснув руки всім суддям, окрім бокового Еугена Хярмса — саме естонець зарахував гол з явного положення поза грою у торішній грі з російським «Уралмашем», що залишило українців за бортом вищої ліги.
Львів'яни пропустили гол уже на 20-й хвилині. У першому таймі «Карпати» не змогли відігратись. Але тисячі вболівальників із Галичини гнали улюбленців уперед.

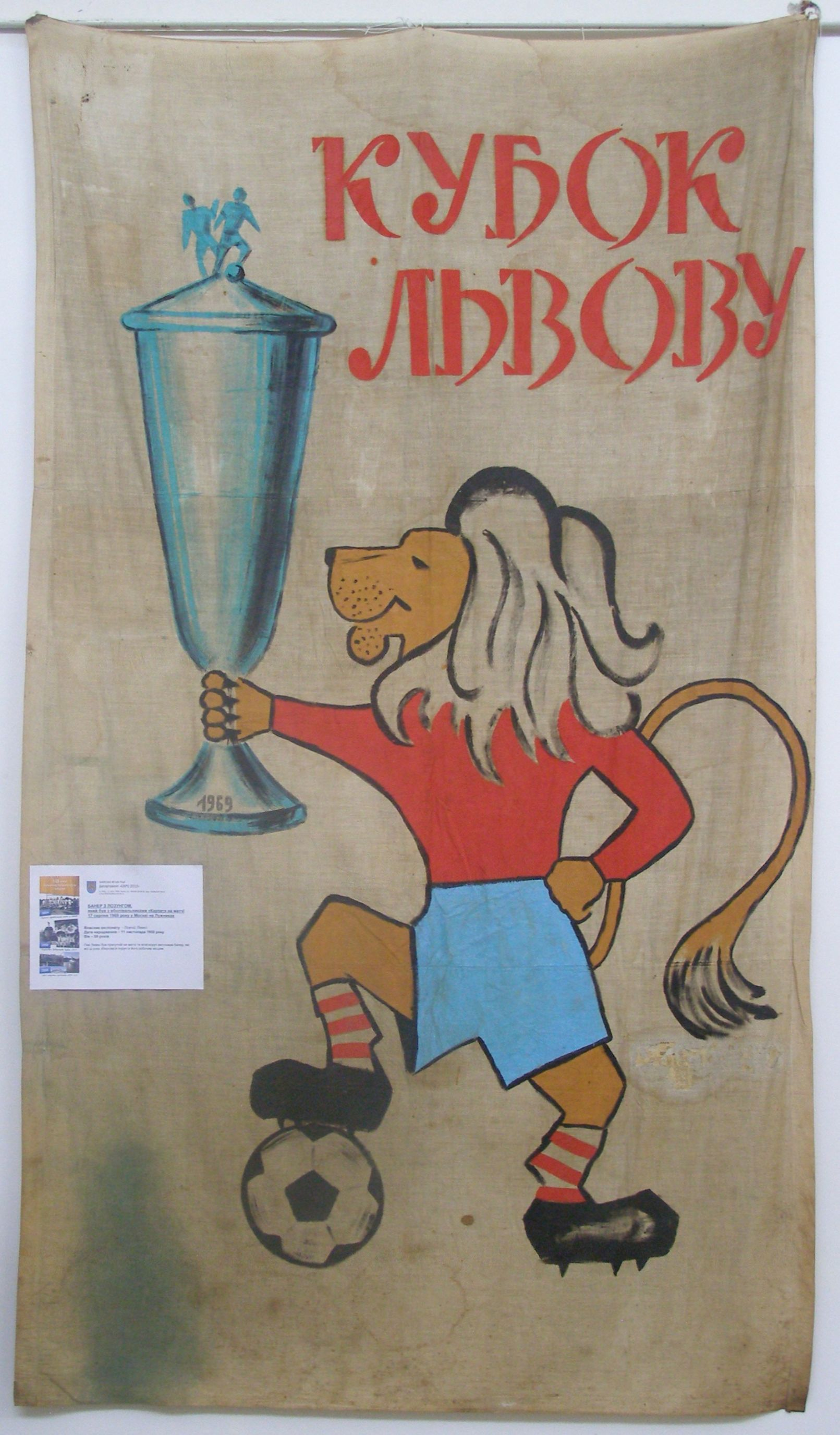
Банер уболівальників «Карпат» під час фіналу Кубка СРСР 1969

|  | Коли ми виходили на розминку, сидів сектор львівських уболівальників, тисяч із чотири осіб. І під акордеон лунала «Черемшина». |

|  | …Ота пісня «Знову буйно квітне черемшина…», яка лунала над стадіоном, зробила з нами щось неймовірне — у мене від хвилювання аж сльози виступили… |

У другій половині українці переломили хід гри — голи Лихачова і Булгакова вивели львів'ян уперед. Наприкінці гри ростовці забили гол із офсайду — головний суддя Карло Круашвілі, навіть не подивившись на бокового, гол зарахував, а росіяни побігли радіти до центра поля. Лише потім помітив сигналізацію Хярмса. Той чітко зафіксував — офсайд. Українці довели матч до перемоги.
|  | На трибунах стадіону запалюються факели. Далеко яскріє транспарант: «Кубок — Львову!» На ньому — традиційний львівський лев тримає найвищу з нагород вітчизняного футболу. І ось після вручення Кубка довкола зеленого поля Лужників крокують переможці… |

«Карпати», вигравши Кубок СРСР з футболу, вибороли право представляти країну в Кубку володарів кубків сезону 1970/71. На першому етапі, 1/16 фіналу, українці грали проти румунської «Стяуа». Тоді бухарестців тренував відомий спеціаліст Штефан Ковач, який згодом прославився роботою у голландському «Аяксі». Перший матч у Львові проходив за переваги «Карпат», але свої моменти вони не використали, ще й пропустили гол на 88-й хвилині — поразка 0:1. Спеціалісти відзначали хорошу гру господарів, зазначивши, що певна нервозність і брак досвіду виступів на найвищому рівні зіграли свою роль. Бойова нічия 3:3 у Бухаресті вивела в 1/8 румунів.

### У вищій лізі (1971—1977)

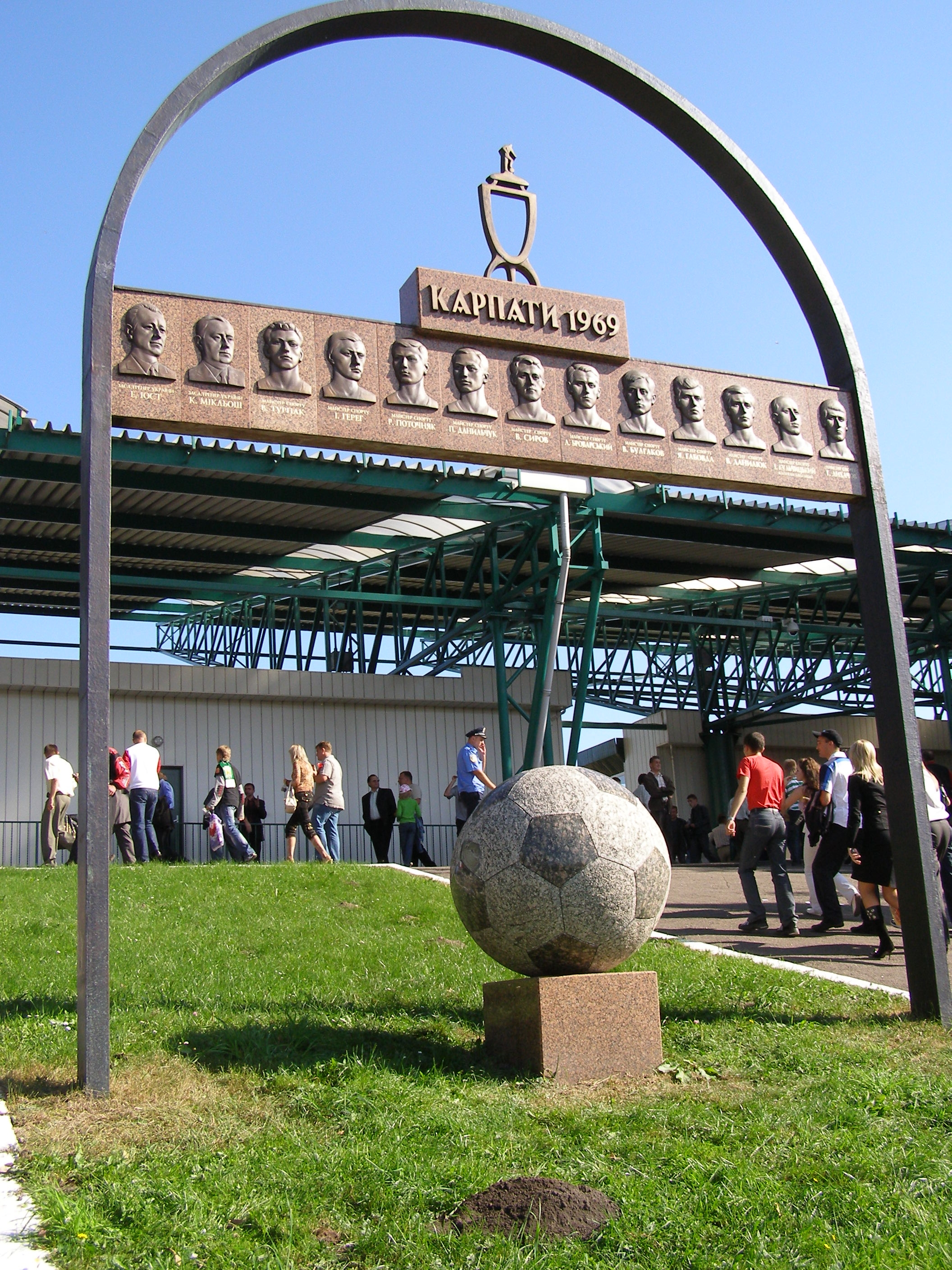
Пам'ятний знак із рельєфними зображеннями володарів Кубка СРСР 1969 року на стадіоні «Україна» (Львів)

Попри те, що до новоствореної першої ліги входило по 3 команди з підгрупи (а клуб зайняв 6 місце) для володаря Кубка зробили виняток і дозволили грати у першій лізі 1970 р. «Зелено-білі» виграли чемпіонат, випередивши «Кайрат» Алма-Ата, «Дніпро» (який тоді тренував Валерій Лобановський), московський «Локомотив» і вийшли до вищої ліги чемпіонату СРСР.
Всіх цих успіхів досяг з клубом наставник Ернест Юст — з вихованців галицького і закарпатського футболу він зумів створити колектив, який прославився командною грою і зумів втриматися у вищій лізі радянського футболу.
Перша для «Карпат» гра у найвищому дивізіоні відбулася 8 квітня 1971 року в Єревані проти «Арарата». Вірмени відкрили рахунок, але Ігор Кульчицький вирівняв становище з пенальті — 1:1. Штатний пенальтист «левів» Кульчицький того року використав всі 7 пенальті і став найкращим бомбардиром команди у сезоні. Перший сезон у найвищому дивізіоні клуб завершив на 10 позиції серед 16 команд. Саме у цьому чемпіонаті, 27 червня 1971 року, на стадіоні «Дружба» зібралася найбільша аудиторія за всю історію арени — 51 тисяча глядачів. Львів'яни приймали майбутнього чемпіона СРСР, київське «Динамо». «Карпати» виграли 3:1, а цю гру досі вважають однією з найкращих в історії клубу. У наступні роки кияни значно додали у грі і більшість ігор у столиці Галичини закінчувалися нічиєю — «Карпатам» так і не вдалося повторити успіху 1971 року.
Попри непогане, десяте місце серед 16 команд, напередодні старту нової першості, в лютому 1972 року Ернеста Юста було звільнено з посади головного тренера. Працівники обкому партії перевіряли роботу начальника команди Карла Мікльоша, який, зокрема, мав дбати про те, щоб команда відвідувала музей ім. Леніна та проводити виховну роботу. Зрештою влітку 1972 року з посад усунено начальника клубу Карла Мікльоша і тренера Анатолія Полосіна за «слабку політико-виховну роботу у колективі». У місті та команді ходило багато чуток щодо незрозумілих дій керівництва клубу — у 1970-х роках «Карпати» (Львів) були єдиною командою вищої ліги СРСР, у якій розмовляли українською мовою, що могло зачіпати інтереси партійних чиновників.

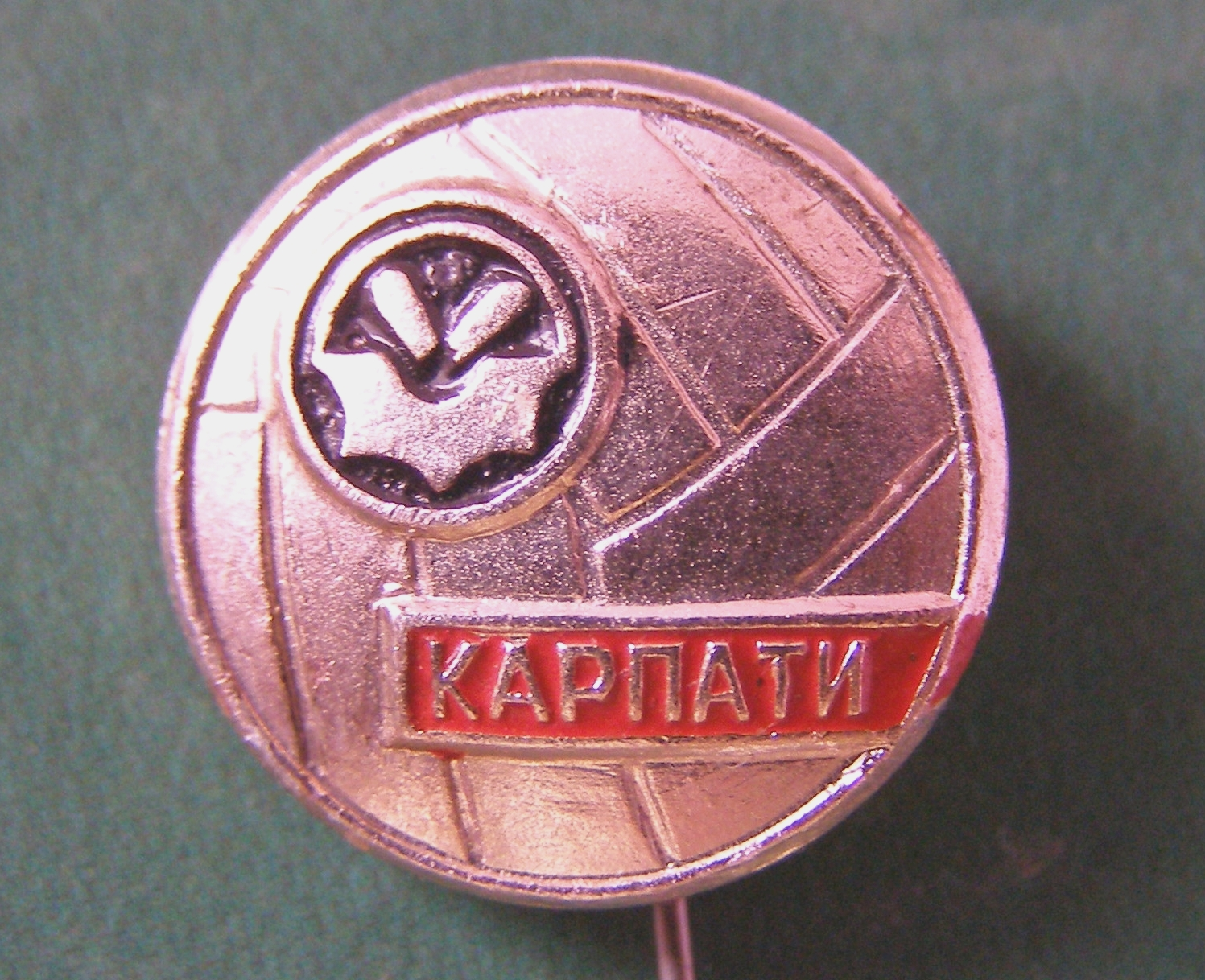
Значок радянських часів із логотипом львівського заводу «Електрон» — тодішнього спонсора команди

Трансферна політика клубу не підсилила команду — перед чемпіонатом львівський клуб покинули відразу три форварди «основи»: Янош Габовда, Володимир Булгаков і Роман Хижак. Натомість, прийшов Едвард Козинкевич — гравець збірної СРСР, який у її складі здобуде «срібло» на чемпіонаті Європи 1972. У сезоні 1972 «зелено-білі» вийшли до півфіналу Кубка СРСР, де у двоматчі поступилися московському «Спартаку».
У такий спосіб проблем вирішити не вдалося і Юст повернувся на посаду головного тренера у 1974 році вже надовго. У сезоні 1975 року клуб нарешті вибився із зони вильоту і показав сильну гру, наприклад, дві нічиї 2:2 з тогорічним чемпіоном «Динамо» (Київ). Підсумок — найвище місце за весь час виступів у найвищій лізі, — шосте.
Сезон 1976 року радянські чиновники розділили на 2 окремі чемпіонати, в кожному з яких розігрували медалі: 1976 (весна) і 1976 (осінь). Навесні львів'яни виступили дуже добре і набрали порівну очок з тбіліським «Динамо». Долю бронзових нагород вирішила різниця забитих і пропущених м'ячів, яка виявилась кращою у грузинів — «Карпати» посіли 4 місце.
В осінній першості «зелено-білі» до останнього туру боролися за найвищі місця. Перед останньою грою ситуація на вершині турнірної таблиці мала такий вигляд:
| Місце | Команда            | Очок | Суперник                      |
| ----- | ------------------ | ---- | ----------------------------- |
| 1.    | «Торпедо» (Москва) | 20   | «Арарат» (Єреван) (на виїзді) |
| 2.    | «Карпати» (Львів)  | 17   | «Зеніт» (Ленінград) (удома)   |
| 3.    | «Динамо» (Москва)  | 16   | «Динамо» (Тбілісі)            |
| 4.    | «Динамо» (Київ)    | 16   | «Спартак» (Москва)            |
| 5.    | «Динамо» (Тбілісі) | 15   | «Динамо» (Москва)             |

«Торпедо» вже забезпечило собі «золото», а на «срібло» реально претендували «Карпати», які не лише мали очко переваги над конкурентами, а й вирішальну гру проводили вдома — проти ленінградського «Зеніта». Місто було впевнене в успіху клубу — у Львові вже навіть почали виготовляти значки з написом «Карпати» — срібло.
Росіяни швидко забили 2 голи, а шанс переломити гру отримав захисник Федір Чорба завдяки пенальті. Чорба був штатним пенальтистом команди — того чемпіонату він виконував 7 пенальті й усі забив. Але на львівській «Дружбі» воротар взяв удар. Це психологічно надломило господарів і наприкінці ленінградці забили ще й третій м'яч — 0:3. Таким чином «Карпати» дуже погіршили свою різницю забитих і пропущених м'ячів, тому не лише не здобули срібні медалі, а й втратили «бронзу» через гіршу різницю голів: «Динамо» (Тбілісі) — «+4», «Карпати» — лише «+3». Подібного шансу на медалі у вищій лізі СРСР клуб вже ніколи не отримав.
Ця невдача негативно вплинула на ставлення до клубу керівництва міста та спричинила невдалий старт у першості-1977. Головний тренер Ернест Юст під тиском начальства почав омолодження складу, що погано позначилось на стабільності команди. «Карпати» посіли передостаннє, 15-те, місце і вилетіли до першої ліги. Натомість у команді дебютувало багато молодих виконавців, які в наступні роки визначатимуть стиль гри команди: Андрій Баль, Олег Родін, Ярослав Думанський, а у 1978 році — Степан Юрчишин.

### 1978—1982

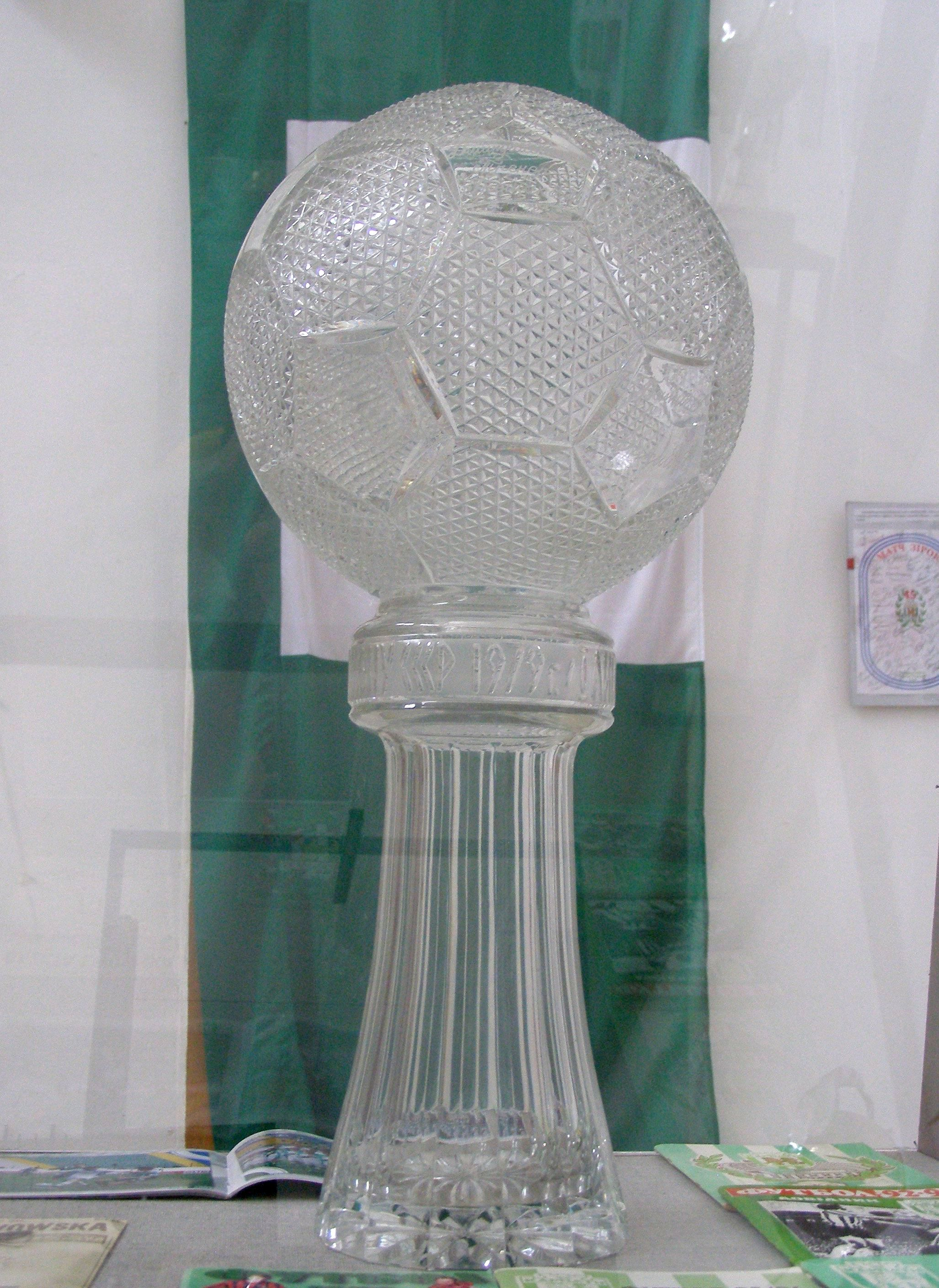
Трофей за перемогу в першій лізі 1979

У першій лізі «зелено-білі» були серед лідерів і перед останнім туром на 1 очко випереджали «Динамо» (Мінськ), яке і було конкурентом у боротьбі за 3 місце, що давало перепустку до вищої ліги. Саме у Мінську «Карпати» проводили останню гру першості 1978 року. Матч відзначився суддівським скандалом: на 10-й хвилині у ворота львів'ян призначено пенальті, а суддя вилучив найкращого голеадора гостей Степана Юрчишина, хоча той узагалі стояв осторонь епізоду. «Динамо» перемогло і в підсумку випередило «Карпати» на 1 очко, що стало путівкою до «вишки».
У середині сезону 1978 за власним бажанням залишив команду багаторічний наставник Ернест Ервінович Юст. Він працював у клубі ще з часу його заснування у 1963 році, тому вирішив зняти цей багатолітній психологічний тягар і змінити працю та обстановку.
1979 рік став бенефісом нападника Степана Юрчишина — він встановив рекорд першої ліги, забивши за сезон 42 голи (у 42 проведених поєдинках). Завдяки такій результативності форварда навіть запросили до національної збірної СРСР, де серед інших футболістів він був єдиним представником з нижчої ліги. «Карпати» того року забили у чемпіонаті 89 голів, упевнено посіли 1 місце і аж на 8 очок випередили найближчого переслідувача.
Травма Степана Юрчишина, конфлікт в команді між основними гравцями, зміна тренера, рекордна за всі роки кількість гравців, які виходили у матчах чемпіонату — аж 25, не дозволили в сезоні 1980 закріпитися у найвищому дивізіоні й «Карпати» знову опустилися до першої ліги.
У чемпіонаті 1981 року в першій лізі карпатівці посіли лише 10 сходинку. Перед сезоном до київського «Динамо» перейшли лідери колективу Андрій Баль і Ярослав Думанський. Також перед чемпіонатом 1981 завершив кар'єру ветеран, останній у команді володар Кубка-1969 Лев Броварський. Його досягнення — 412 ігор у барвах «Карпат» — ніхто не побив і дотепер. Ще до закінчення чемпіонату по Львову ходили чутки про можливість об'єднання двох міських команд: «Карпати» і СКА (Львів) заради створення сильного і конкурентноздатного колективу.

### Об'єднання зі СКА (Львів)
| СКА «Карпати» |
| Армійську команду СКА «Карпати» створено замість «Карпат» у 1982 році. Клуб проіснував до 1989 року. Кольорами команди були червоно-білі. |

У перших числах січня 1982 року керівництво обласного футболу, пославшись на складність фінансування аж двох команд майстрів і невдалого виступу в останньому сезоні, вирішило об'єднати два клуби. Профспілкову команду «Карпати» ліквідували, а її місце у першій лізі зайняла армійська команда СКА «Карпати» створена на основі друголігового клубу СКА (Львів), що підпорядковувалась військовому відомству. Колектив зліпили із гравців СКА та «Карпат», додавши кількох приїжджих гравців. Тренером призначили російського фахівця Миколу Самаріна.
|  | Ліквідація команди «Карпати» — це катастрофа футболу у всьому західному регіоні республіки. Мине не одне десятиліття, перш ніж зрозуміють увесь трагізм такого об'єднання… |

Спочатку команда виступала непогано, у 1984—1985 роках під орудою колишнього карпатівця Володимира Булгакова навіть два роки поспіль посідала третє місце у першій лізі, але новий клуб не став популярним серед уболівальників. Традиційні зелено-білі кольори тепер не майоріли на трибунах, бо міліція суворо стежила, щоб нічого зеленого на стадіон не проносили. Якщо на ігри «Карпат» у вищій лізі у 1980 році на домашніх іграх збиралося в середньому по 20-25 тисяч осіб, то у першому об'єднаному сезоні СКА «Карпат» у першій лізі 1982 року відвідування склало 4-5 тисяч глядачів. Збільшилась і плинність кадрів — приїжджі футболісти, відслуживши певний термін, залишали армійський клуб. У 1987 році СКА «Карпати» посів п'яте місце у першій лізі, а через рік — сьоме.
У 1989 році клуб узагалі виступив катастрофічно і посів останнє, 22-е, місце. СКА не міг перемогти перші 16 матчів, а на виїзді команда програла 18 з 21 ігор. Матч з «Котайком» на львівському стадіоні «Дружба» 11 липня 1989 року встановив абсолютний антирекорд сезону. На цю гру прийшло подивитися 54 глядачі.
Того ж року відроджено цивільну команду «Карпати», яка розпочала виступи із другої ліги. Її ігри збирали у Львові в середньому 12 тисяч глядачів.

### 1989— відродження «Карпат»
Перші важливі кроки для відновлення народної команди «Карпати» було зроблено 28 липня 1987 року, коли львівська газета «Ленінська молодь» опублікувала критичну статтю Івана Сала «Футбол… поза грою», де автор вимагав розділити СКА «Карпати» на дві команди, як було ще з 1960-х років і таким чином повернути Львову колишню футбольну славу та традиції. Цю статтю було написано ще у 1983, але через цензуру влади її надруковано лише через 4 роки. В листопаді-грудні 1988 року на сторінках всеукраїнського видання «Спортивна газета» було проведено акцію «Я, мама, тато — за команду „Карпати“», яка зібрала 70 тисяч підписів по всьому УРСР.
У кінці 1988 року делегація зі Львова їздила до республіканської федерації футболу в Києві, також було проведено переговори з представниками Держкомспорту в Москві. Оскільки місце у першій лізі було заброньоване за СКА «Карпати», відроджений цивільний клуб мав починати виступи з нижчої, другої ліги. Це задовольнило обидві сторони і 5 січня 1989 року в Москві було підписано свідоцтво про відновлення команди «Карпати».
До Львова з колективів інших міст відразу повернулось багато вихованців «Карпат», які бажали захищати честь рідної команди: Степан Юрчишин, Сергій Квасников, Віктор Рафальчук, Григорій Батич, Василь Леськів, Богдан Бандура та інші.
«Зелено-білі» з перших ігор показали, що переважають рівень більшості команд другої ліги. У 1989 та 1990 роках клуб виборював «бронзу», а у 1991 році, в останньому чемпіонаті СРСР завоював «золото».

### Під керівництвом Мирона Маркевича
Після здобуття незалежності «Карпати» виступали у вищій лізі України починаючи з першого ж сезону (1992). У сезоні 1997-98 «Карпати» посіли 3-є місце, що поки є найкращим результатом за історію клубу. Також клуб двічі дійшов до фіналу Кубка України: у сезонах 1992/93 і 1998/99. Ті результати «Карпати» показували під керівництвом головного тренера Мирона Маркевича, який очолив клуб у 1992-му і працював там до 1999 року.
«Карпати» підтвердили історичне реноме кубкової команди: в сезоні 1992/93 стали фіналістами Кубка України, отримавши у наступному сезоні право грати в Кубку володарів кубків, а у сезоні 1993/94 були близькі до того, щоб повторити цей успіх. У півфіналі львів'яни змагалися з одеським «Чорноморцем». Гра у Львові завершилась унічию (0:0), а в Одесі рахунок довгий час був 1:1 (що виводило гостей у фінал за рахунок м'яча, забитого на виїзді) і лише на останній хвилині «Чорноморець» забив переможний гол.
У першостях 1992/93 та 1993/94 клуб посідав високі місця: 6-те і 5-те, відповідно. Наступний чемпіонат «Карпати» закінчили дещо нижче — на 8-му місці. Також протягом сезону змінився президент клубу, — ним став Роман Гірник. Головний тренер Мирон Маркевич не зійшовся з новим президентом щодо ряду питань і після закінчення першості 1994/95 покинув «Карпати».
Наставником став помічник Маркевича Володимир Журавчак. Але якість гри команди не покращилась і в сезоні 1995/96 зафіксовано досі найбільшу поразку львівського клубу в чемпіонатах України: «Кремінь» (Кременчук) — «Карпати» — 6:1. Перед початком нової першості до команди вдалося повернути Мирона Маркевича, який вивів «зелено-білих» на 5 місце в 1997 році, а наступного року здобув з «Карпатами» бронзові медалі вищої ліги чемпіонату України. Це третє місце стало найбільшим успіхом клубу до і після того. Ворота команди тоді захищав досвідчений Богдан Стронціцький, в обороні виступали Юрій Беньо, Олександр Чижевський та Володимир Єзерський, у середині поля — Євген Назаров, Сергій Ковалець і Сергій Мізін, а найкращим бомбардиром став Олександр Паляниця. Також «Карпати» в сезоні 1998/99 вдруге вийшли до фіналу Кубка України, де не мали жодних шансів проти київського «Динамо», яке очолював Валерій Лобановський — 0:3. Але таке досягнення дозволило львів'янам втретє зіграти у єврокубках.
Літо 1999 року ознаменувалось частковою реконструкцією домашньої арени — замість дерев'яних лавок на стадіоні «Україна» встановили пластикові сидіння. Львів готувався приймати ігри «Карпат» у Кубку УЄФА. Через це кілька перших домашніх матчів клубу у чемпіонаті України 1999/2000 відбулося на стадіоні СКА, де «Карпати» не приймали суперників ще з 1960-х років. Тимчасове повернення виявилось вдалим: 1 серпня 1999 року зафіксовано найбільшу на той час перемогу «Карпат» у вищій лізі чемпіонату, коли одеський «Чорноморець» розгромлено у Львові з рахунком 0:5. Цю перемогу здобуто не на стадіоні «Україна», де «зелено-білі» провели 99 % всіх домашніх ігор першості України, а на стадіоні СКА.
Досягнення «левів» у 1990-х (два виходи до фіналу Кубка України, бронзові медалі чемпіонату) не вимагали великого бюджету і матеріальних витрат, які в українському футболу почали різко рости на початку 2000-х років. Унаслідок цього збільшилась плинність кадрів, адже хороші гравці дістали можливість отримувати у клубах-грандах дуже високі гонорари. «Карпати» намагались запрошувати іноземних футболістів, у деяких випадках передали куті меду. У чемпіонаті 2001/02 років у барвах клубу виступило аж 37 гравців (серед них 9 іноземців) — найбільша кількість в історії команди. Колектив перетворився на середняка вищої ліги, а тренери змінювалися що кілька місяців. Безпрецедентним став випадок із Мироном Маркевичем — у 2001 році він очолив «Карпати» вже втретє у кар'єрі, а в 2003 навіть учетверте, але врятувати команду не зміг.

### Виліт до першої ліги, півфінал Кубка (2004—2006)

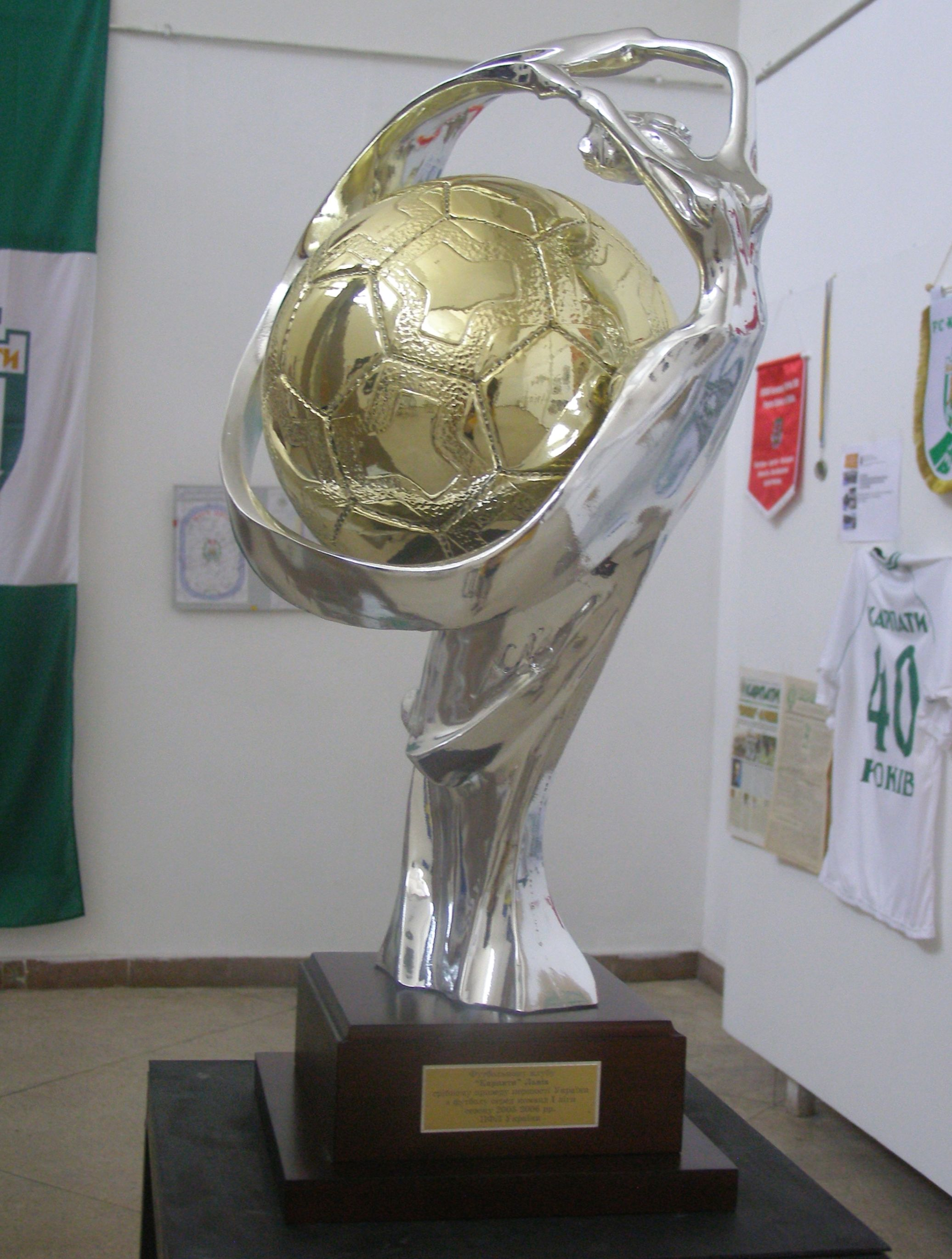
Приз за 2-е місце в першій лізі сезону 2005/06

Весна 2004 стала для «Карпат» катастрофічною — за цілу весну львів'яни здобули лише дві перемоги і набрали лише 6 очок — абсолютний антирекорд клубу. Команда посіла передостаннє, 15-е місце у чемпіонаті і вилетіла до першої ліги, де виступала протягом двох сезонів. Після пониження у класі команду залишила низка сильних і амбіційних футболістів (Сергій Мізін, Сергій Даниловський, Тарас Кабанов, Сергій Ковальчук та інші).
У сезоні 2005/06 команда досягла унікального, як для клубу з першої ліги, успіху в Кубку України, діставшись півфіналу і здолавши на шляху три команди вищої ліги. Всі 3 голи у домашніх перемогах над «Чорноморцем» (1:0), «Шахтарем» (1:0) і «Ворсклою» (1:0) здобув бразильський нападник Вільям Роша Батіста — одне з найкращих придбань клубу за останні роки. Особливо сенсаційним став результат гри із «Шахтарем», тогочасним чемпіоном України. Господарі витримали шквал атак гостей і забили вирішальний гол у другому таймі. А після матчу керівництво донецького клубу було настільки вражене надійною грою львівського воротаря Богдана Шуста, що купило футболіста відразу ж у перше можливе трансферне вікно — вже через 3 місяці. За результатами сезону «Карпати» посіли 2-е місце у першій лізі і вибороли право знову виступати у найвищому дивізіоні.

### Повернення до еліти

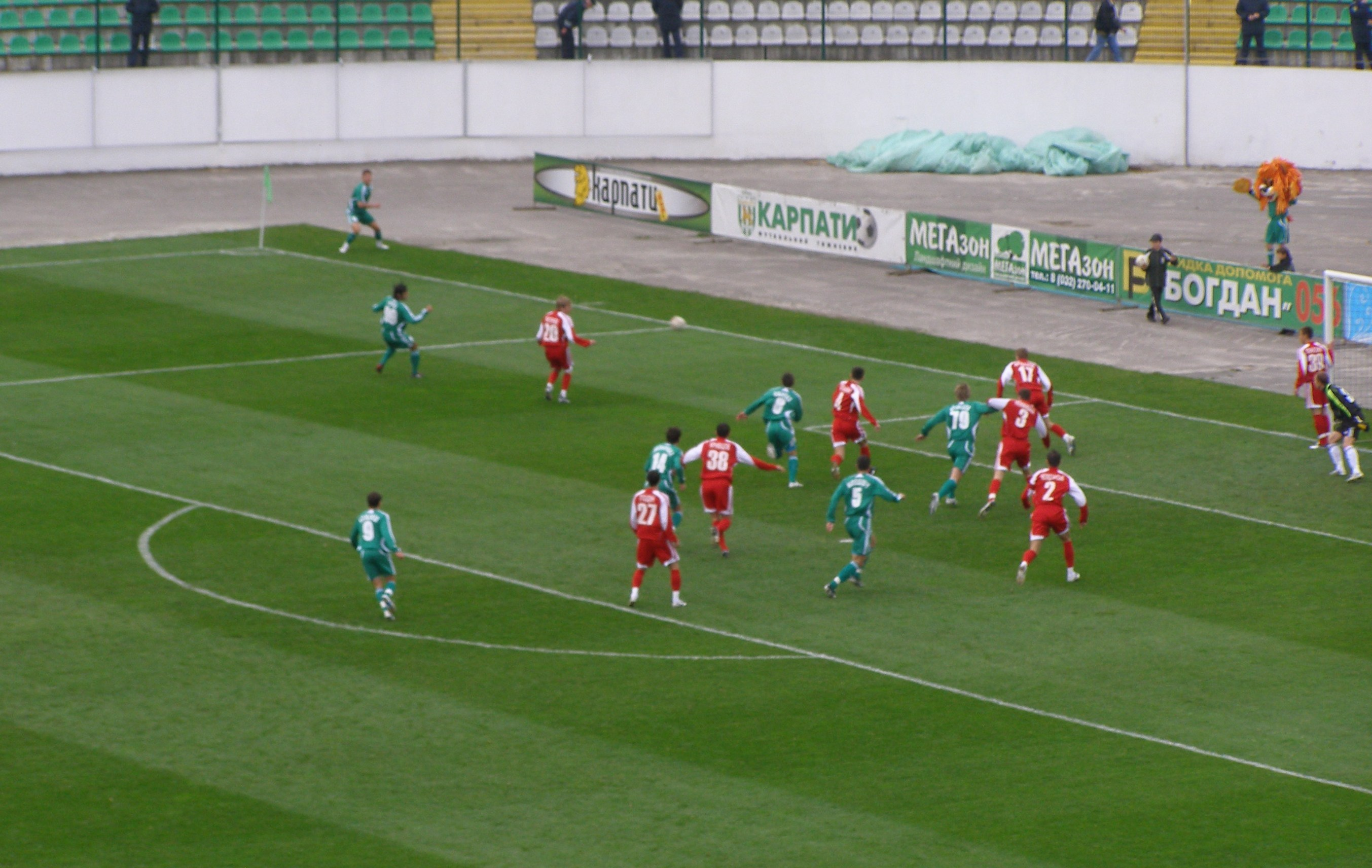
«Карпати» приймають запорізький «Металург» (2008 рік)

Першість 2006/07 клуб провів сильно, посівши 8-е місце. Найкращим бомбардиром став Батіста, який забив 10 голів. У наступні роки «Карпати» потерпали від т. зв. «синдрому другого сезону» — після повернення до «вишки» і хорошого виступу у першому сезоні в наступній першості часто наступає спад. У чемпіонаті 2007/08 львів'яни продовжили список значних кадрових втрат — із львівської команди після виходу до вищої ліги пішов ряд старших, досвідчених гравців, лідерів колективу (Распопов, Тимчишин, Тлумак, Сучков, Батіста), яких замінила місцева молодь — вихованці західноукраїнського футболу. Омолоджений склад показував нестабільну гру, про що свідчить, наприклад, розгром у Києві влітку 2007 р.: «Динамо»—"Карпати" — 7:3 чи поразка у жовтні того ж року в Одесі від «Чорноморця» з рахунком 0:4. У підсумку — 10-е місце у чемпіонаті.
2008 року, після виходу до вищої ліги футбольного клубу «Львів», уперше в історії вищої ліги там виступало 2 львівські команди. Ще раніше перша офіційна зустріч цих клубів завершилась несподівано — у вересні 2006 року тоді ще першолігові «міщани» вибили вищолігові «Карпати» з Кубка України в поєдинку 1/16 фіналу. Реванш взято 15 листопада 2008 року, коли в першому в історії української вищої ліги (теперішньої Прем'єр-ліги) львівському дербі «зелено-білі» обіграли «Львів» 4:2, поступаючись протягом гри 0:2.

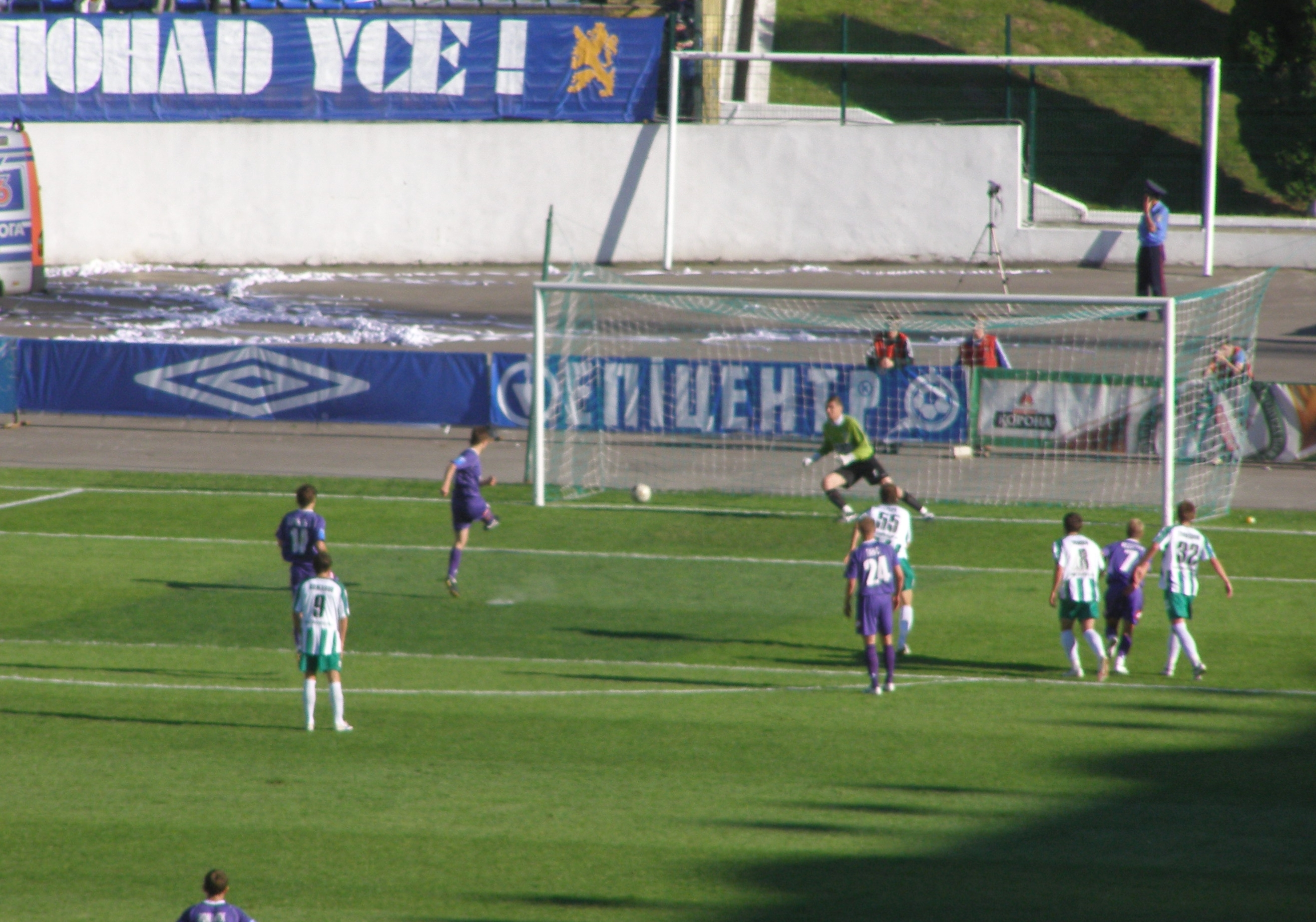
Всеволод Романенко відбиває пенальті в матчі останнього туру сезону 2008/09 проти ФК «Львів»

Урешті-решт, Олег Кононов зумів підібрати виконавців, які створили на полі єдиний колектив. Взимку сезону 2008/09 років клуб залишили колишні основні футболісти (Володимир Федорів, Самсон Ґодвін, Максим Фещук), але команда заграла краще і блискуче почала весняну частину першості: домашні перемоги 3:0 над «Чорноморцем», «Кривбасом» і виїзний розгром «Іллічівця» 5:1, який став найбільшою виїзною перемогою «Карпат» за всю історію виступів у вищій лізі України.
Львівське дербі другого кола відбулося 26 травня 2009 року і припало на останній тур чемпіонату. Матч був дуже важливим для «Львова», оскільки навіть нічия дозволила б команді залишитись у Прем'єр-лізі. Проте «Карпати» перемогли 2:1, а «міщани» вилетіли до першої ліги. Той сезон «Карпати» завершили на 9 місці.

### Під керівництвом Олега Кононова (2008—2011)
Перед сезоном 2008/09 головним тренером клубу призначено молодого білоруського фахівця Олега Кононова.
У середині серпня 2009 року клуб святкував 40-річний ювілей здобуття Кубка СРСР 1969 року. Було презентовано точну копію кубка, виготовлену на замовлення «Карпат».
Розгром із рахунком 5:0 київської «Оболоні» 30 серпня 2009 року став повторенням найбільшої перемоги за часів виступів «Карпат» у вищій лізі.
Прекрасно розпочав першість молодіжний склад «Карпат» — 11 перемог поспіль на старті сезону стали рекордною переможною серією за всю історію змагань молодіжних (дублюючих) команд у вищій лізі України. У підсумку молодіжна команда «Карпат» виграла першість України серед молодіжних складів, вперше перервавши гегемонію «Динамо» та «Шахтаря».
Навесні команда показала ряд сенсаційних результатів, перемігши вдома «Металіст», «Дніпро» та «Динамо», й ще за 2 тури до кінця чемпіонату забезпечила собі 5-е місце, завоювавши право грати в Лізі Європи. П'яте місце стало найвищим досягненням львів'ян за останні 12 років, а вихід у єврокубки став тільки четвертим виходом туди за всю історію команди.
Улітку 2010 року «Карпати» за підсумками двох ігор пройшли у вирішальному раунді плей-оф Ліги Європи турецький «Галатасарай» (2:2 у Стамбулі, 1:1 у Львові), при чому вирішальний м'яч Артем Федецький після передачі Ігоря Худоб'яка провів уже в доданий час.

Банер фанів «Карпат» для Олега Кононова у травні 2011

«Карпатам» випала «група смерті» у груповому етапі турніру: «Боруссія» (Дортмунд), «Севілья» та ПСЖ. Львів'яни тільки вдома демонстрували футбол на рівні з сильними суперниками: 3:4 з німецькою командою (єдиний матч у сезоні 2010/11, коли майбутній чемпіон Німеччини «Боруссія» пропустила аж 3 м'ячі), 0:1 з іспанцями та 1:1 з французами. На виїзді «Карпати» не забили жодного м'яча (0:2 у Парижі, 0:4 у Севільї та 0:3 у Дортмунді).
У жовтні 2010 року трансфер-директором «Карпат» призначено колишнього гравця «Карпат» і «Реала Мадрид» хорвата Ігоря Йовічевича, тому серед придбань клубу 2011 року переважали футболісти з Іспанії та Балкан. Більшість новоприбулих футболістів не підійшли команді, у стартовому складі зуміли закріпитися тільки словенець Грегор Балажиц та іспанець Лукас Перес. У лютому 2011 «Карпати» перемогли на міжнародному турнірі «Copa del Sol» (ісп. Кубок Сонця) в Іспанії, у фіналі здолавши «Шахтар» (Донецьк) з рахунком 1:0. Сезон 2010/11 команда знову завершила на 5-му місці, вдруге поспіль здобувши можливість грати в Лізі Європи.

### Боротьба за виживання, тренерська метушня
Влітку 2011 року «Карпати» не змогли дійти згоди щодо викупу в «Шахтаря» прав на одного зі своїх ключових гравців Дениса Кожанова, в якого завершився термін оренди, тому Кожанов залишив «Карпати». Керівництво львівського клубу відмовилося виплачувати зарплатню та оплачувати лікування нападникові Сергію Кузнецову, тому футболіст подав скаргу в Апеляційний комітет ФФУ, який задовольнив скаргу, надавши гравцеві статус вільного агента й зобов'язавши клуб виплатити заборговану суму. Деякі нові футболісти, що прийшли впродовж 2011 року, не підсилили гру «Карпат». 1 вересня з тренерського штабу було звільнено працівників, що відповідали за фізичну підготовку гравців.
Перед початком сезону 2011/12 клуб відмовився продовжувати контракт з головним тренером молодіжного складу Романом Толочком, який з «Карпатами» став чемпіоном у першості України серед молодіжних команд 2009/10.

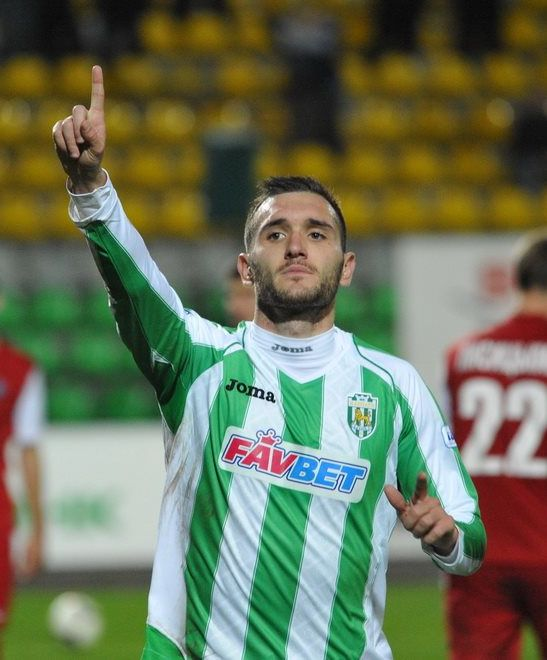
Лукас Перес забив 3 м'ячі в домашній грі проти «Кривбаса». Результат 6:0 — найбільша перемога «Карпат» у першостях України (2012 рік)

У перших 13 турах прем'єр-ліги команда набрала тільки 10 очок і йшла на 14-му місці. Після домашньої поразки 16 жовтня 2011 від київського «Арсенала» (0:3) керівництво «Карпат» і Олег Кононов розірвали контракт за обопільною згодою сторін.
За період тренерства Олега Кононова команда двічі поспіль посідала 5-е місце в прем'єр-лізі України та виступала у єврокубках. До складу національної збірної України викликали відразу кількох гравців «Карпат»: захисника Ігоря Ощипка, півзахисників Дениса Кожанова та Ігоря Худоб'яка, а правий захисник Артем Федецький став гравцем основного складу збірної. Виконувачем обов'язків тренера призначено асистента Кононова, росіянина Павла Кучерова.
Ігрова криза продовжувалася і 27 листопада 2011 року «Карпати» зазнали найбільшої домашньої поразки в історії клубу — 0:5 від «Шахтаря» (Донецьк).
Наприкінці листопада 2011 року клуб підписав угоду про оренду новозбудованого до чемпіонату Європи 2012 стадіону «Арена Львів». Перший матч на стадіоні «Арена Львів» Карпати провели з «Динамо» (0:1) 10 грудня. Відтоді головна команда «Карпат» проводила домашні ігри прем'єр-ліги на новій арені. Стадіон «Україна», який перебуває в оренді «Карпат» до 2017 року, став тренувальним полем команди і домашнім стадіоном для молодіжного складу.
На початку 2012 року з'явилася інформація, що половину акцій клубу купив Ігор Коломойський (власник «Дніпра» та низки інших футбольних клубів). З весни 2012 року «Карпати» вирішили транслювати домашні матчі на його телеканалі «2+2», а в оренду до Львова прибув нападник «Дніпра» Олександр Гладкий, який стане найкращим бомбардиром команди на наступні два роки.
Перед зимовими тренувальними зборами наставником призначено Володимира Шарана, який до того тренував «Олександрію», попереднього сезону вивівши команду до прем'єр-ліги. Хороші результати в товариських іграх не підтвердилися в офіційних матчах — у першій грі весняної частини чемпіонату «Карпати» програли «Зорі» в Луганську з рахунком 1:5.
На новому стадіоні «Карпати» в чотирьох іграх у грудні-квітні жодного разу не перемогли, зазнавши трьох поразок, тому перед матчем 1/4 фіналу Кубка проти «Чорноморця» (Одеса) вболівальники звернулися до керівництва з проханням повернутися на стадіон «Україна». Клуб вирішив три останні домашні гри сезону провести на старому стадіоні.
Після повернення на «Україну» клуб переміг в усіх 3 домашніх поєдинках (кубковий матч і дві гри в чемпіонаті). Перемігши «Чорноморець» із рахунком 2:1 львів'яни вийшли до півфіналу Кубка України. Півфінальний поєдинок «Металург» — «Карпати» в Донецьку завершився безгольовою нічиєю в основний і додатковий час, а воротар Мартін Богатінов відбив удар з пенальті на 119-ій хвилині. У серії післяматчевих пенальті донеччани перемогли — 7:6.
У перших трьох турах сезону 2012—2013 команда набрала тільки один пункт, а в домашньому матчі поступилася «Іллічівцю» з рахунком 1:5. 29 липня 2012 року головним тренером «зелено-білих» став відомий в Україні болгарський спеціаліст Ніколай Костов.
20 вересня 2012 почесний президент ФК «Карпати» Петро Димінський повністю передав управлінські повноваження клубом (50 % статутного капіталу) вболівальникам команди, про що свідчить укладений договір з громадською організацією «Завжди вірні». Як пізніше роз'яснив представник ГО «Завжди вірні» Тарас Павлів, фактично вболівальники брали участь в управлінні клубу десь до середини 2014 року, хоча інформація про відсторонення фанів від управління клубом дійшла до ЗМІ тільки 2016 року.
2013 року «Карпати» святкували ювілей — п'ятдесят років від часу створення команди. 18 січня в приміщенні Головної пошти Львова відбулося погашення поштової кореспонденції — марок, конвертів, листівок, присвячених 50-літтю заснування клубу. 19 січня вболівальники команди зранку провели традиційне на Водохреща занурення в ополонку в Парку культури, а ввечері в центрі Львова пройшла хода фанів і фаєр-шоу на площі Ринок, біля Оперного театру та на Високому Замку.

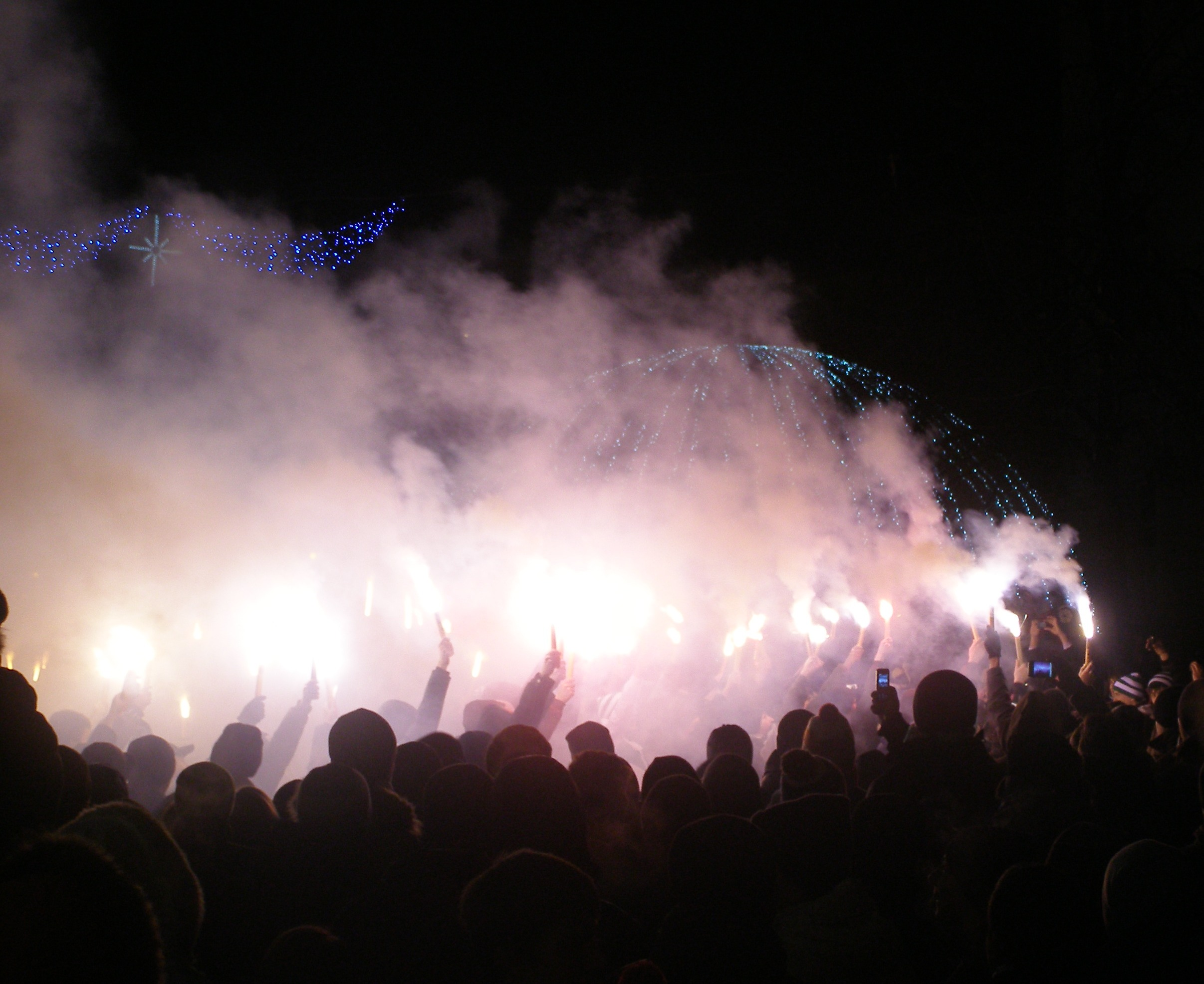
Фаєр-шоу на площі Ринок
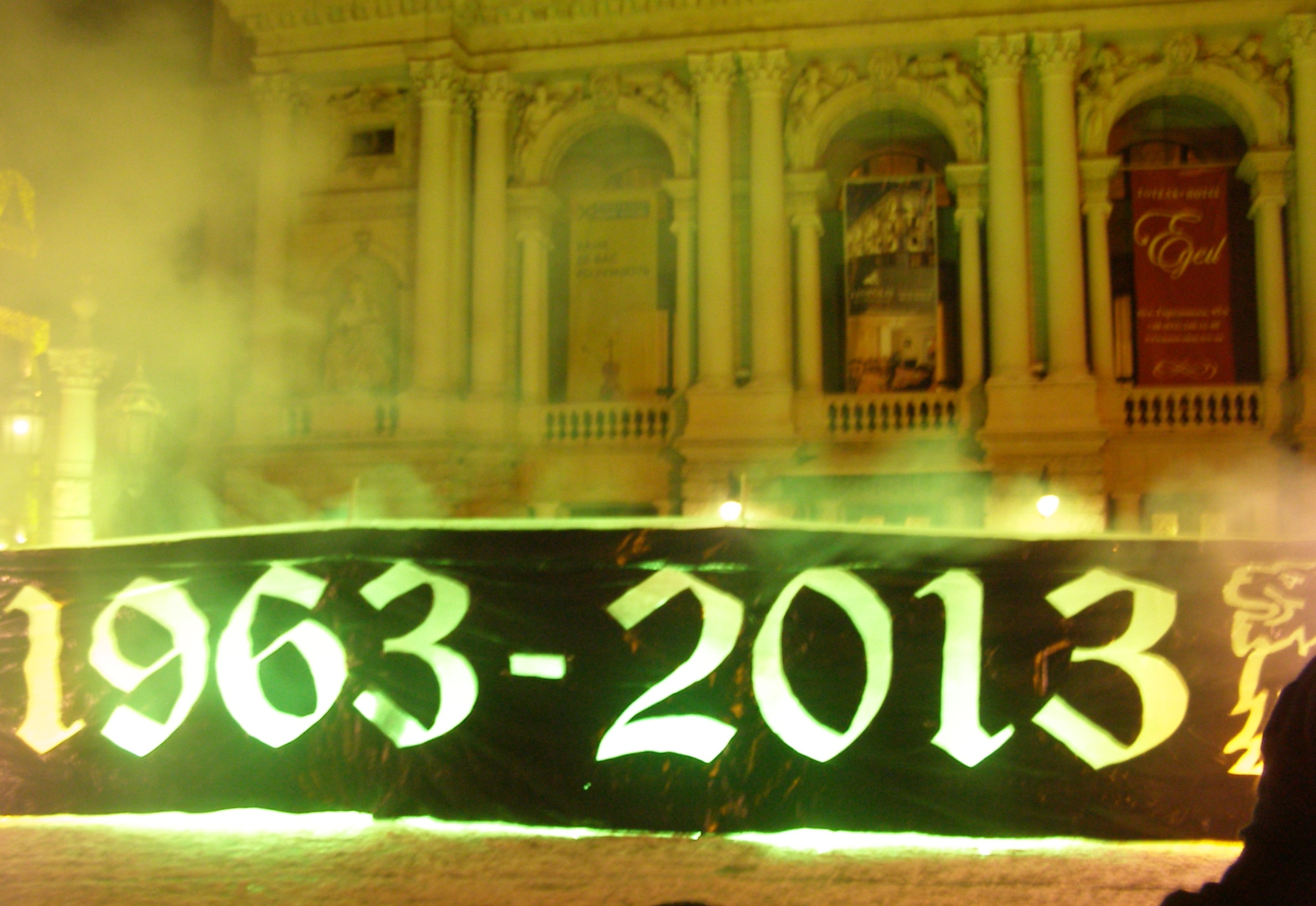
Банер перед Оперним театром
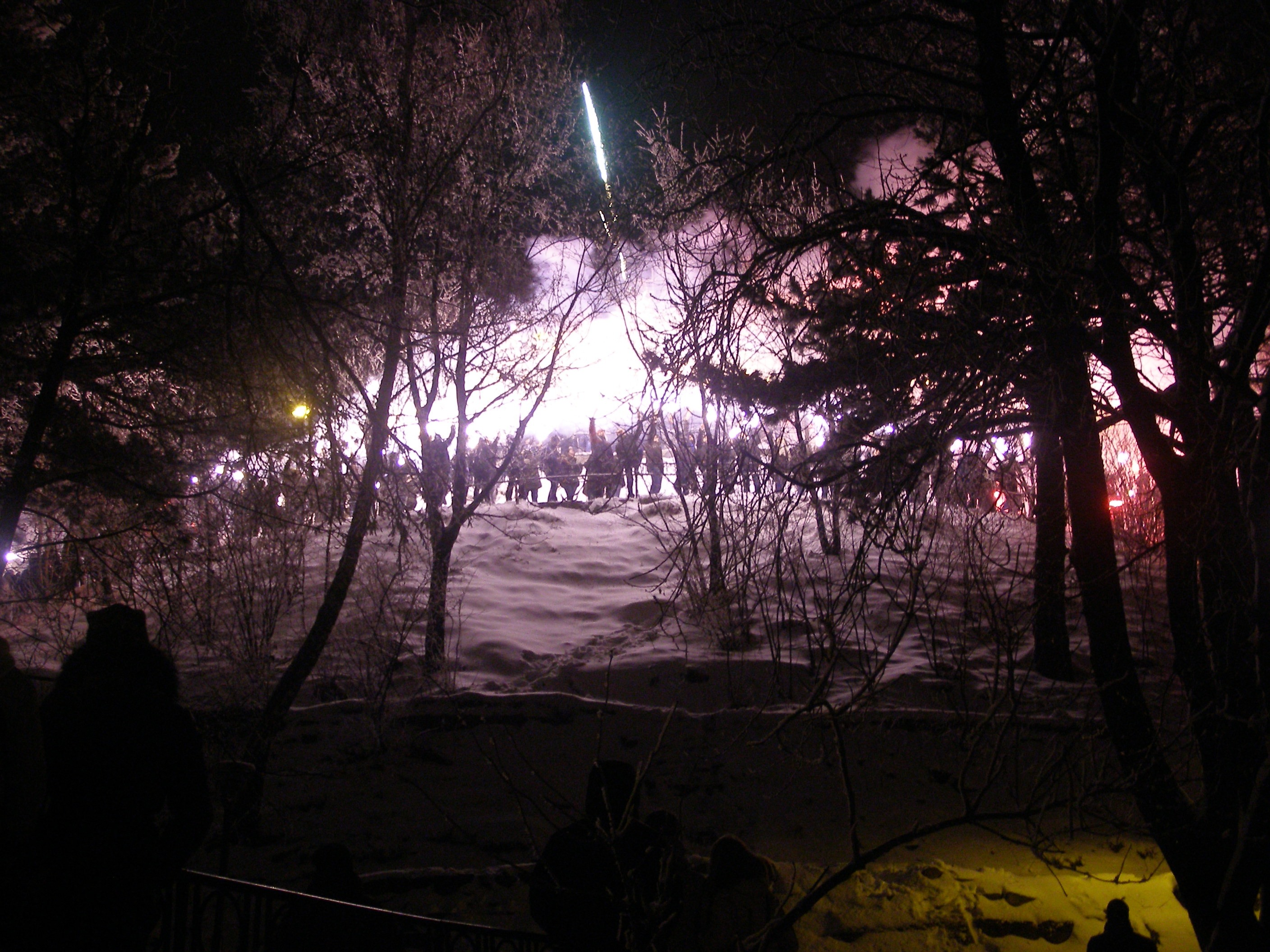
Фаєр-шоу на Високому замку

Хоча після 2011 року львів'яни жодного разу (крім сезону 2015/16) не підіймалися вище від 10-го місця в прем'єр-лізі, «Карпати» зуміли вибудувати структуру, яка утримує футбольні академії у Львові й заробляє гроші на продажі футболістів закордон. Завдяки цьому, коли розпочалося падіння курсу гривні й економічна криза в Україні та довелося скорочувати зарплати і видатки, клуб зумів стати беззбитковим. Серед головних трансферів зі Львова:
- 2011 — Денис Кожанов ($1 млн[25]);
- 2012 — Борха Гомес (€800 тис.),
- 2013 — Даніло Авелар (€1 млн), Лукас Перес Мартінес (€800 тис.), Леван Кенія (€400 тис.);
- 2015 — Мар'ян Швед (€1 млн);
- 2016 — Ігор Пластун (€500 тис.)
- 2017 — Володимир Костевич (€300 тис.), Густаво Бланко-Лещук (€400 тис.)

*усі суми за даними Transfermarkt.
За підсумками сезону 2013/14 «зелено-білі» під керівництвом Олександра Севідова посіли 11-е місце в першості й дійшли до чвертьфіналу Кубка України. Улітку закінчилися терміни орендних угод основних гравців Бартуловича та Федорчука (повернулися до «Дніпра»), а також добігли до кінця контракти Гладкого, Зеньова та Пашаєва. Натомість, до колективу повернувся Ігор Худоб'як, який один сезон провів у російському ФК «Ростов».
Перед чемпіонатом 2014/15 «зелено-білих» очолив хорват Ігор Йовічевич, який до того кілька років працював із юнаками та молоддю «Карпат». Він став улюбленцем львівських уболівальників за те, що вивчив українську мову, намагався грати у цікавий футбол і вводив молодих вихованців до основного складу. Однак забивного форварда результативність була низькою, а найкращим бомбардиром осінньої частини (і всього сезону загалом) у «левів» став центрбек Грегор Балажіц, який забив 4 м'ячі (під час зимової паузи перейшов до сербського «Партизана»). На вістря атак тренер ставив швидкого, але не габаритного Худоб'яка. До основи почали залучати місцевих підлітків Гуцуляка, Шведа, Кльоца та Кравця, а центр поля цементували досвідчені Голодюк, Кожанов і Худоб'як. Уперше за довгий час в основному складі не було жодного легіонера. Через борги перед колишнім воротарем Мартіном Богатіновим із «Карпат» зняли 9 очок і був період, коли команда мала в таблиці -1 («мінус один») пункт. Команда боролася за виживання, посіла передостаннє місце й мала вилетіти з елітного дивізіону, але допоміг збіг обставин — на наступний чемпіонат не заявився донецький «Металург», який закінчив сезон на 10 місці.

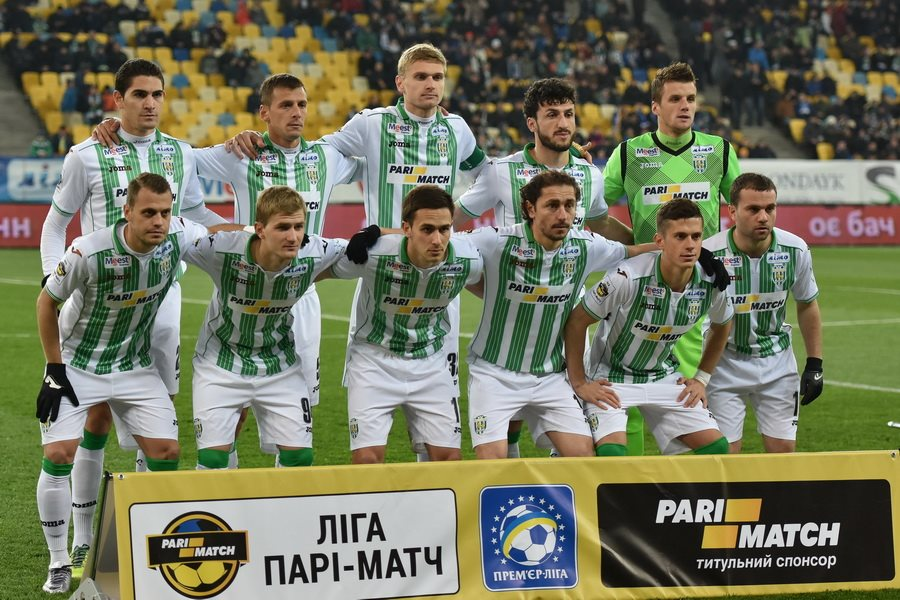
Основний склад у березні 2016

Хорватського фахівця критикували за брак результату і взимку 2015/16 він залишив команду внаслідок невдалих переговорів з керівництвом (тренер вимагав новий, дворічний контракт, а клуб пропонував решту сезону допрацювати, а потім домовлятися) і розбіжностей у поглядах із гендиректором Юрієм Дячуком-Ставицьким. Скаути «Карпат» вгадали з підсиленням нападу — на початку року до Львова з другого дивізіону Швеції переїхав аргентинець з українським корінням Густаво Бланко Лещук.
Невизначеність і нестабільність продовжувалася й на тренерському містку — запрошений у червні 2016 року Валерій Яремченко вже через 11 днів покинув «Карпати», протестуючи проти продажу важливих футболістів, а його наступник Анатолій Чанцев «пропрацював» тільки 12 днів і відмовився продовжувати співпрацю через поганий стан здоров'я. Виконувачем обов'язків «Карпат» був призначений Сергій Зайцев. Через борги перед колишніми гравцями клуб розпочав сезон із покаранням у вигляді -6 очок. Щоб вийти в нуль знадобилося аж 10 матчів, що не задовольнило керівництво «левів». Із «Крумкачів» запрошено Олега Дулуба, який сенсаційно вивів цю нещодавно створену команду до вищої ліги Білорусі. Узимку 2016—2017 років до «Леха» (Познань) продали лівого оборонця Володимира Костевича, який довгий час був одним із найстабільніших гравців, а до «Шахтаря» перейшов Густаво Бланко Лещук, який мав в активі 7 м'ячів у першій половині сезону. З одеського «Чорноморця» Дулуб запросив воротаря Євгена Боровика та опорника Артема Філімонова. Якщо Філімонов часто надто жорстко діяв і отримував забагато карток, то Боровик став дуже надійним останнім рубежем. Роль вістря атаки успішно виконував Олександр Гладкий, який прийшов на правах оренди з «Динамо», а на проблемну, після відходу Костевича й Кравця, позицію лівого захисника було орендовано Матвієнка з «Шахтаря». Успішна гра захисника дозволила йому дебютувати в національній збірній України. Якісно провів сезон 2016/17 капітан Ігор Худоб'як (5 голів, 9 результативних пасів), через якого йшла майже вся атакувальна гра команди.
Історичний матч відбувся 14 травня 2017 року — в грі «Дніпро» — «Карпати» вперше за часів виступів в чемпіонаті України «зелено-білі» за межами Львова вибороли перемогу 3:2, поступаючись 0:2 по ходу поєдинку. До того було три такі матчі, але всі вони відбувались у Львові.
Улітку 2017 представлено нового головного тренера — іспанця Серхіо Наварро та спортивного директора аргентинця Даріо Друді (обидва довгий час працювали у «Вільярреалі»), а агент Олег Смалійчук (згодом став віце-президентом «Карпат») посприяв переїзду до Львова низки іспаномовних гравців. Водночас клуб не продовжив співпрацю з Боровиком і Матвієнком. Команда провально розпочала сезон 2017/18: після поразки у домашньому дербі з «Вересом» (1:6) розлючені фанати примусили футболістів зняти футболки, «щоб не ганьбити кольори клубу», а після вильоту з Кубку України в Івано-Франківську від друголігового «Прикарпаття» (1:2) хулігани почали влаштовувати масовий безлад на трибунах, почали бійку з поліцією та зупинили автобус із командою «Карпат» уночі на під'їзді до Львова.
У листопаді в.о. головного тренера Сергій Зайцев покинув цю посаду, а наставником було призначено Олега Бойчишина. Журналісти відзначили, що це пов'язано з тим, що він єдиний із клубної структури, хто погодився очолити команду й має тренерську ліцензію. Фактично ж головну команду тренував спортивний директор Даріо Друді.
У лютому 2018 під час тренувальних зборів у Туреччині багаторічний капітан «Карпат» Ігор Худоб'як повідомив, що залишає команду.
У сезоні 2018/2019 через невдалий старт Олег Бойчишин залишив команду. Новим тренером було призначено португальського спеціаліста Жозе Морайша. Початок його кар'єри був теж невдалим — нічия проти «Десни» 2:2 і поразка вдома від київського «Арсенала». У вересні «Карпати» сенсаційно обіграли на виїзді київське «Динамо» — 2:0 (тільки вдруге в історії «Карпати» перемогли «Динамо» на його полі), але львівянам у сезоні не вистачало стабільності —команда могла як несподівано перемогти, так і впевнено програти: виїзні перемоги 5:0 над «Чорноморцем» і 2:1 над «Олімпіком» та домашні поразки 1:6 від «Шахтаря» та 0:2 від «Десни». Високу індивідуальну майстерність демонстрував Мар'ян Швед, який за підсумками осінньої частини першості опинився серед найкращих бомбардирів чемпіонату і в листопаді 2018 дебютував у збірній України.
Наприкінці травня Tribuna.com повідомила про зміну власника у клубу і замість Димінського та кіпріота Хрістакіса Ніколау власниками стали Олег Смалійчук і кіпріотка Катя Парпі. Смалійчук прокоментував ситуацію в клубі: «Хочу запевнити усіх вболівальників, що „Карпати“ не вмруть. Вони житимуть. Цей бренд не згасне ніколи.» Наприкінці червня 2020 з'явилася інформація, що «Карпати» через брак фінансування не дограватимуть сезон 2019/2020 і залишать УПЛ. На початку липня клуб двічі поспіль відмовився виїжджати до Маріуполя на перенесений і календарний матчі чемпіонату (1-го та 4-го липня відповідно), що за регламентом змагань веде до виключення команди з турніру. 9 липня рішенням КДК УАФ «левів» було офіційно виключено зі змагань УПЛ. Незважаючи на все Карпати мали намір якимось чином залишитися в УПЛ непоспішаючи заявлятися до ПФЛ.
21 серпня 2020 року клуб було включено до складу учасників змагань другої ліги. За інформацією Tribuna.com, коли на голосування конференції ПФЛ винесли питання про включення до складу ліги «Карпат», декотрі клуби були проти. Але заступник голови атестаційного комітету Сергій Задіран заявив про те, що клуб надав фінансову модель, де видно, що «Карпати» не лише винні кошти самі, а й очікують на повернення боргів. Це наче вирівняє фінансову ситуацію в клубі («вийде в нуль»). За словами Олега Смалійчука, було бажання запустити оновлені «Карпати», але не отримали на це дозволу від Львівської асоціації футболу. Нею керує віце-президент УАФ і бізнес-спартнер Козловського Олександр Шевченко: «Навіть якби ми захотіли почати з аматорів, все одно мусили б отримати зелене світло від місцевих чиновників. І ми його не отримали. Шевченко пояснює свою позицію тим, що не вірить мені і не хоче ризикувати своєю репутацією». Ще одна причина, чому «Карпати» вирішили не втрачати професійний статус, "щоб продовжити існування, зберегти гравців, не втратити стадіон «Україна», отримувати гроші від наших боржників, самим віддавати борги і залишити шанс все-таки домовитися з іншим співвласником, нам необхідно було зберегти професійний статус існуючого клубу — КПФ «Карпати».
Пару місяців після цього ще одні Карпати були створені колишніми гравцями клубу і 21 жовтня 2020 року цю команду було включено до числа учасників чемпіонату України серед аматорів. Від імені тренерів та капітанів львівської команди різних років — Ігоря Кульчицького, Ростислава Поточняка, Олександра Чижевського, Андрія Тлумака, Ігоря Худоб'яка та Степана Юрчишина — вийшло звернення: «Останніми роками всіх нас непокоїть ситуація з львівськими „Карпатами“. Тривалий конфлікт між двома співвласниками та фінансові негаразди призвели до скандального виключення клубу з Прем'єр-ліги та переведення в найнижчий клас професіонального футболу. Практично всі гравці основи покинули команду, сьогодні вона опинилась вже на дні другої ліги, програвши 4 з 5 стартових матчів. Минулого тижня клуб буквально викинули з бази в Брюховичах, на якій він тренувався останні десятиліття, і тепер там вже хазяйнує інша місцева команда. Задля порятунку бази для виховання талановитих юних футболістів, дитячо-юнацьку футбольну школу клубу прийняли на баланс міста. Останньою крапкою в цій „історії“ стала для нас відмова клубу від традиційного логотипа з золотим левом на зеленому фоні. Ми не бачимо іншого виходу з цієї ситуації, як відродження легендарної команди з нової чистої сторінки. Команди з серцем лева та завжди вірними вболівальниками, з фінансуванням від чесного і прозорого бізнесу та підтримкою громади Львова». Тобто того сезону дві різні юридичні особи були допущені до змагань під одним іменем-брендом. Того сезону друголігові Карпати змінили емблему, а стару передали ультрас. Ультрас тим часом передали стару емблему аматорським Карпатам Юрчишина. 29 грудня 2020 Сергій Болотніков, як директор стратегічного розвитку клубу, дав інтерв'ю каналу Сила спорту для пояснення ситуації в клубі.

## Єврокубки, міжнародні турніри
«Карпати» п'ять разів стартували у європейських клубних турнірах: у 1970 році після здобуття Кубка СРСР, у 1993 і 1999 роках після виходів до фіналу Кубка України та в 2010 і 2011 роках завдяки 5-му місцю в чемпіонаті. Лише з четвертого разу команда пробилася в наступний раунд змагань, зрештою пройшовши до групового етапу.
| Сезон     | Турнір       | Етап                      | Господар              | Рахунок         | Гість                 |
| --------- | ------------ | ------------------------- | --------------------- | --------------- | --------------------- |
| 1970/1971 | Кубок кубків | 1/16 фіналу               | «Карпати»             | 0:1             | «Стяуа» (Бухарест)    |
| 1970/1971 | Кубок кубків | 1/16 фіналу               | «Стяуа»               | 3:3             | «Карпати»             |
| 1993/1994 | Кубок кубків | Попередній раунд          | «Карпати»             | 1:0             | «Шелбурн»             |
| 1993/1994 | Кубок кубків | Попередній раунд          | «Шелбурн»             | 3:1             | «Карпати»             |
| 1999/2000 | Кубок УЄФА   | 1/64 фіналу               | «Гельсінґборґ»        | 1:1             | «Карпати»             |
| 1999/2000 | Кубок УЄФА   | 1/64 фіналу               | «Карпати»             | 1:1 (пен — 2:4) | «Гельсінґборґ»        |
| 2010/2011 | Ліга Європи  | 2-ий відбірковий раунд    | «Рейк'явік»           | 0:3             | «Карпати»             |
| 2010/2011 | Ліга Європи  | 2-ий відбірковий раунд    | «Карпати»             | 3:2             | «Рейк'явік»           |
| 2010/2011 | Ліга Європи  | 3-ий відбірковий раунд    | «Карпати»             | 1:0             | «Зестафоні»           |
| 2010/2011 | Ліга Європи  | 3-ий відбірковий раунд    | «Зестафоні»           | 0:1             | «Карпати»             |
| 2010/2011 | Ліга Європи  | Раунд стикових матчів     | «Галатасарай»         | 2:2             | «Карпати»             |
| 2010/2011 | Ліга Європи  | Раунд стикових матчів     | «Карпати»             | 1:1             | «Галатасарай»         |
| 2010/2011 | Ліга Європи  | Груповий турнір (Група J) | «Карпати»             | 3:4             | «Боруссія» (Дортмунд) |
| 2010/2011 | Ліга Європи  | Груповий турнір (Група J) | «Парі Сен-Жермен»     | 2:0             | «Карпати»             |
| 2010/2011 | Ліга Європи  | Груповий турнір (Група J) | «Карпати»             | 0:1             | «Севілья»             |
| 2010/2011 | Ліга Європи  | Груповий турнір (Група J) | «Севілья»             | 4:0             | «Карпати»             |
| 2010/2011 | Ліга Європи  | Груповий турнір (Група J) | «Боруссія» (Дортмунд) | 3:0             | «Карпати»             |
| 2010/2011 | Ліга Європи  | Груповий турнір (Група J) | «Карпати»             | 1:1             | «Парі Сен-Жермен»     |
| 2011/2012 | Ліга Європи  | 3-ий відбірковий раунд    | «Карпати»             | 2:0             | «Сент-Патрікс»        |
| 2011/2012 | Ліга Європи  | 3-ий відбірковий раунд    | «Сент-Патрікс»        | 1:3             | «Карпати»             |
| 2011/2012 | Ліга Європи  | Раунд стикових матчів     | «ПАОК»                | 2:0             | «Карпати»             |
| 2011/2012 | Ліга Європи  | Раунд стикових матчів     | «Карпати»             | 1:1             | «ПАОК»                |

Загальна статистика виступів у єврокубках:
| Ігри | В | Н | П | Різниця голів |
| ---- | - | - | - | ------------- |
| 22   | 7 | 7 | 8 | 28-33         |

Турнір «Дружба»
У липні-серпні 1975 року львівський стадіон «Дружба» у Львові приймав міжнародний турнір під однойменною назвою для клубних команд соціалістичних країн. Брали участь 6 клубів із п'яти держав, «Карпати» у фіналі в серії післяматчевих пенальті вибороли перемогу над болгарською командою «Дунав». Підсумкові місця (у дужках — місце в національній першості 1974/75 або 1975):
1. «Карпати» Львів (6 місце);
2. АСА Тиргу-Муреш (2 місце);
3. «Дунав» Русе (4 місце);
4. «Дніпро» Дніпропетровськ (7 місце);
5. ВСС Кошице (8 місце);
6. «Локомотив» Лейпциг (8 місце).

«Кубок Сонця»
У січні-лютому 2011 року клуб брав участь у товариському міжнародному турнірі «Copa del Sol» (ісп. Кубок Сонця), що проходив в іспанських містах Ельче та Ла Манга, узбережжя Середземного моря. В 1/8 турніру «Карпати» перемогли норвезький футбольний клуб «Молде» (1:1, пен — 4:3), у чвертьфіналі — шведський ІФК Ґетеборг (1:0), у півфіналі — норвезький «Олесунн» (1:1, пен — 7:6). У фіналі турніру «Карпати» зустрілися з іншим українським футбольним клубом «Шахтар» (Донецьк), де здобули перемогу з рахунком 1:0.

## Стадіон

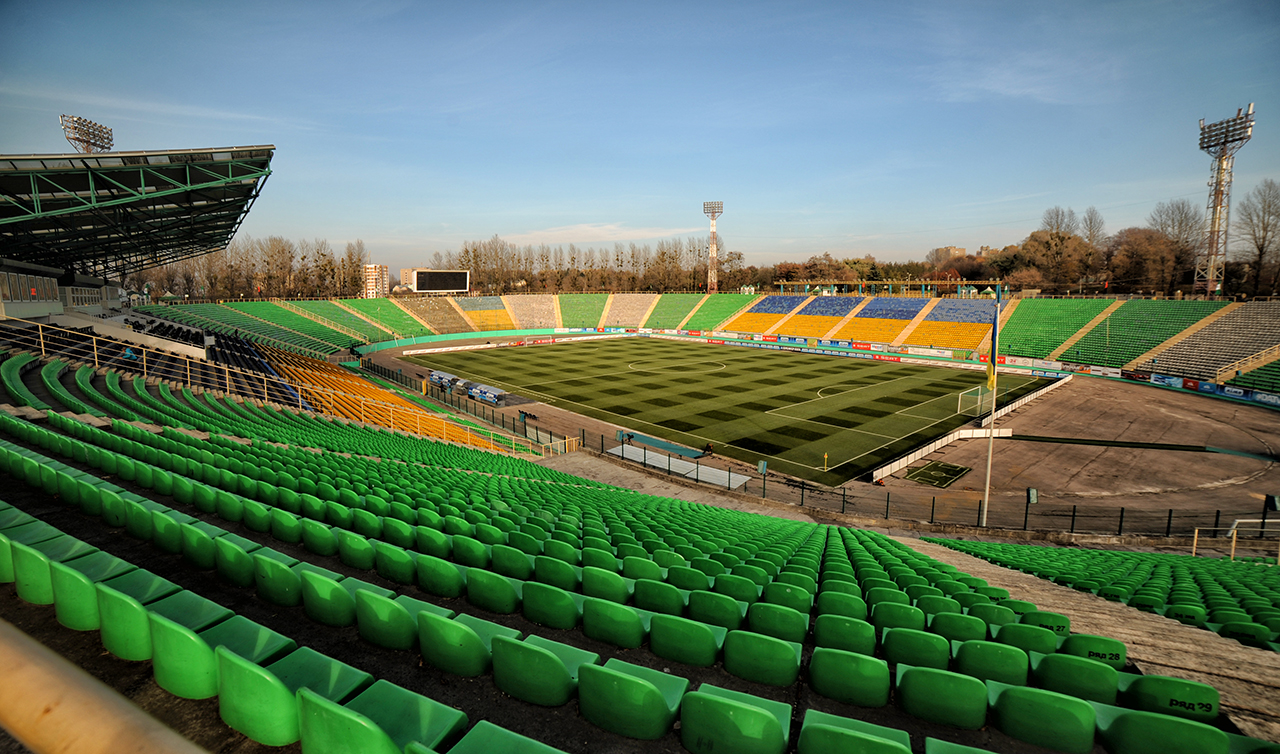
«Україна»

Перші ігри (в тому числі й дебютний офіційний матч у сезоні 1963) «Карпати» проводили на стадіоні СКА. 18 серпня 1963 відбувся перший поєдинок на стадіоні «Дружба» — поразка від вільнюського «Жальгіріса» з рахунком 0:1. 50-тисячна «Дружба» стала основною ареною клубу, бо кільканадцятитисячний СКА не міг приймати усіх охочих. 1990 року «Дружбу» перейменовано на «Україну» (місткість: 28 тисяч глядачів). На армійському стадіоні до 2012 року виступав молодіжний склад «Карпат».
Улітку 1999 року на «Україні» дерев'яні лави замінено на пластикові сидіння, оскільки клуб готувався до виступів у Кубку УЄФА. Через ці роботи «Карпати» кілька матчів чемпіонату України провели на СКА.
Наприкінці листопада 2011 року клуб підписав угоду про оренду новозбудованого до чемпіонату Європи 2012 стадіону «Арена Львів» (розрахований на 34 915 глядачів). Починаючи з матчу проти «Динамо» 10 грудня 2011 головна команда «Карпат» проводила домашні ігри прем'єр-ліги на новій арені. Стадіон «Україна», який перебуває в оренді «Карпат» до 2018 року, залишився тренувальним стадіоном команди, також там провели кілька ігор молодіжної першості прем'єр-ліги.
На новому стадіоні «Карпати» в чотирьох іграх у грудні-квітні жодного разу не перемогли, зазнавши трьох поразок, тому перед матчем 1/4 фіналу Кубка проти «Чорноморця» (Одеса) вболівальники звернулися до керівництва з проханням повернутися на стадіон «Україна». Клуб вирішив три останні домашні гри сезону провести на старому стадіоні. Після повернення на «Україну» клуб переміг в усіх 3 домашніх поєдинках (кубковий матч і дві гри в чемпіонаті).
Від сезону 2012/13 «Карпати» виступали на стадіоні «Україна». Весняну частину сезону 2015/16 і сезон 2016/17 команда провела на «Арені Львів». Через відсутність компромісу щодо вартості оренди «Арени Львів» із літа 2017 року клуб повернувся на «Україну».

## Інфраструктура
Клуб має у власності один стадіон у Львові — «Прогрес» і тренувальну базу в приміському селищі Брюховичі. Стадіони «Арена Львів», «Україна» та СКА, де грають основна команда і молодіжний склад, клуб орендує. Також дитячі команди «Карпат» і «Карпати-2» виступають на стадіоні ЛДАУ в Дублянах.
«Карпати» розповсюджують свою атрибутику в магазині «Фанат» (вул. Вороного, 3). У тому ж приміщенні розташований музей клубу.

## Уболівальники

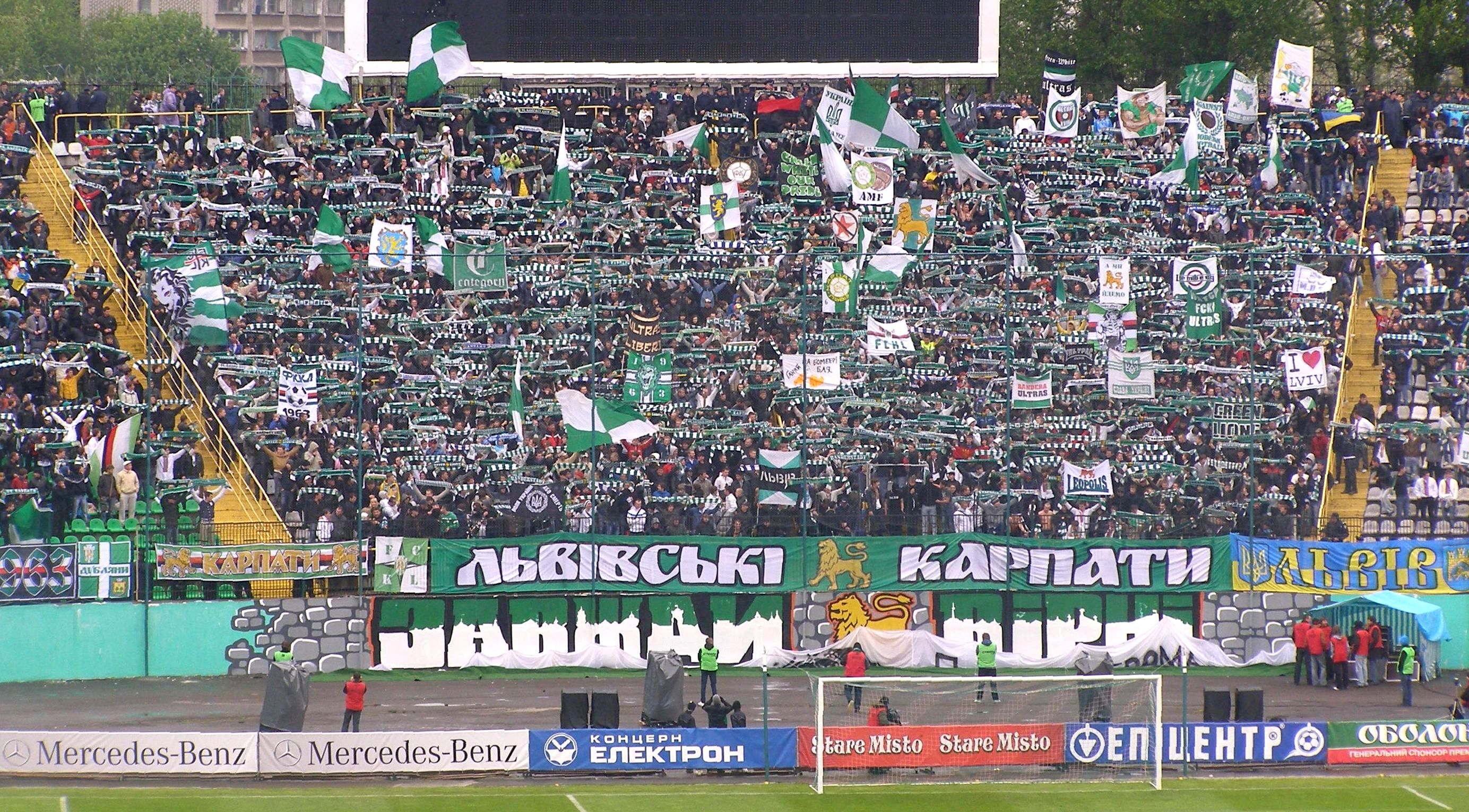
15-й і 16-й сектори стадіону «Україна»

«Карпати» — один із найпопулярніших футбольних клубів України; за соцопитуваннями, проведеними 2013 року, «зелено-білих» підтримують від 2,7 % до 5,6 % українських футбольних уболівальників (3-5-е місце в країні). Прихильники «Карпат» переважно представляють патріотичний, націоналістичний та ультраправий напрям в українському фан-русі. На стадіоні «Україна» найвідданіші вболівальники підтримують клуб у 15-му і 16-му секторах, що розташовані за воротами під інформаційним табло. На «Арені Львів» фанати розташовуються на секторах A08-A11 за воротами. Звичними для ігор у Львові є переклики між цими секторами та чашею стадіону: «Слава Україні!» — «Героям слава!»; «Слава нації!» — «Смерть ворогам!»; «Україна!» — «Понад усе!». Під час оформлення прапорів та банерів львівські ультрас використовують, зокрема червоно-чорні барви прапора ОУН. Приблизна кількість фанатів у період найбільшого відвідування становила 3,5—4 тисячі осіб. Команда має багато прихильників і за межами країни — «Карпати» поряд з київським «Динамо» є найпопулярнішим українським клубом серед української діаспори Північної Америки, адже серед переселенців до Канади і США великий відсоток завжди становили жителі заходу України.
Організовані групи вболівальників, що підтримували клуб як у домашніх іграх, так і на виїзді, з'явилися в 1980-х роках ще коли існував СКА «Карпати». Львівські фанати підтримувати теплі стосунки з прихильниками «Динамо» (Київ) і «Жальгіріса» (Вільнюс), а протистояння було з фанатами московських клубів.
Серед найвідоміших і найбільших фанатських угрупувань (так званих «фірм»): Banderstadt Ultras, Green Lions, Galician Front, Lviv City Firm, Pride, Wehrwolf, West Boys, Lemberg Defenders, Green White Ultras. Перші «бригади» створено за зламі 1990-х—2000-х: «Green Lions» — 1998 року та «West Boys» — 2002-го.
На початку 2000-х років клуб навічно закріпив за фанами ігрову футболку з номером «12». Відтоді жоден футболіст «зелено-білих» не виступає під цим номером. «Карпати», «Іллічівець» (Маріуполь) та «Динамо» (Київ) — єдині професіональні футбольні клуби України, які таким чином вшанували відданість своїх уболівальників.

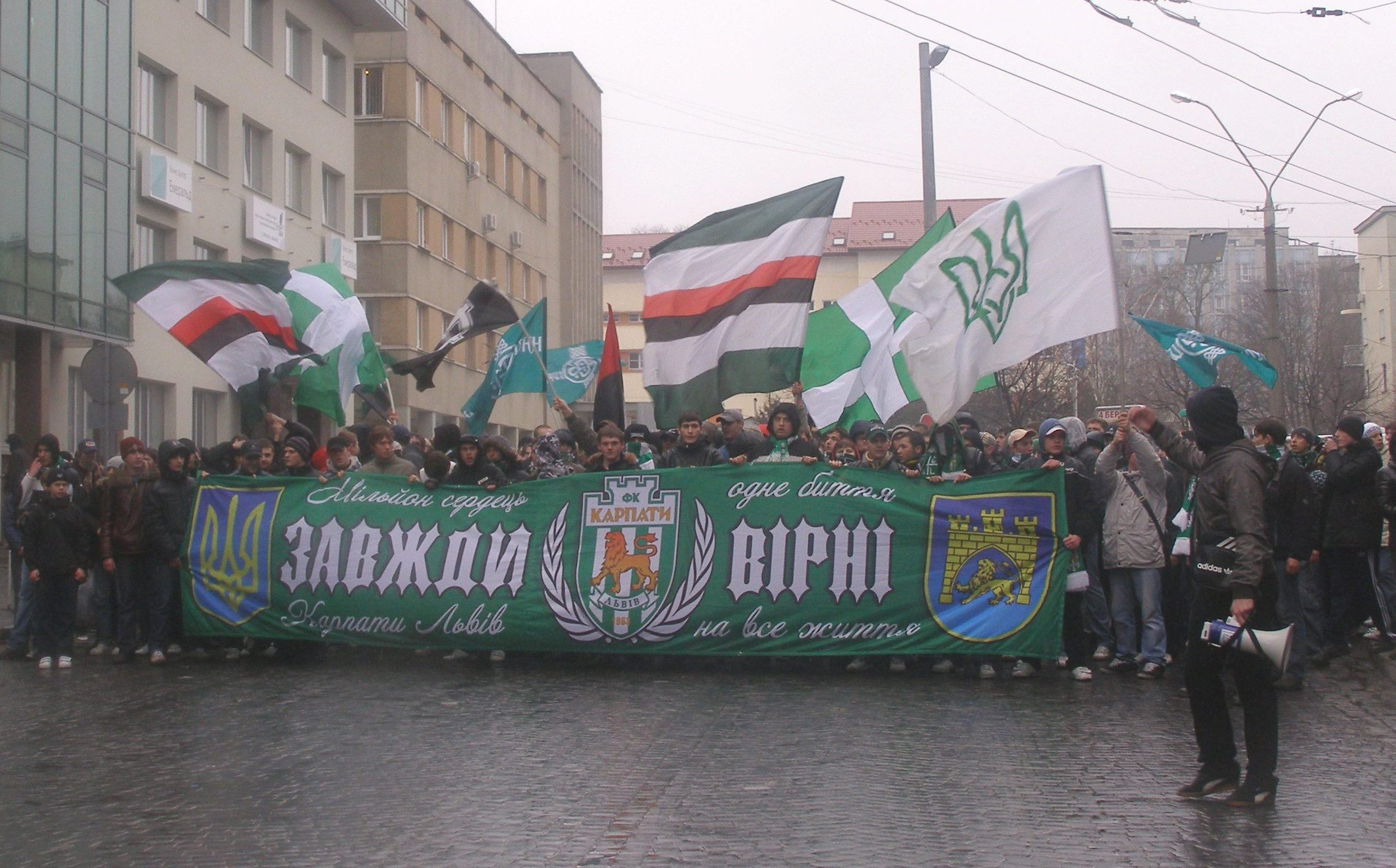
Фан-марш у лютому 2010 року

Фани «зелено-білих» традиційно приятелюють з уболівальниками «Динамо» (Київ), «Дніпра» (Дніпропетровськ), «Зорі» (Луганськ) і «Кривбаса» (Кривий Ріг), а неприятелями вважали фанатів «Чорноморця» (Одеса), «Арсенала» (Київ), «Металурга» (Запоріжжя) та «Ворскли» (Полтава). З лютого 2014 року діє всеукраїнське фанатське перемир'я. На заході України можна відзначити протистояння «Карпати» — «Волинь» (див. «галицько-волинське дербі») і «Карпати» — «Говерла» («карпатське дербі»). Інші місцеві команди виступають у нижчих дивізіонах. Після створення ФК «Львів» принциповим протистоянням стало львівське дербі «Карпати» — «Львів».
Організовані фани «Карпат» об'єднані у громадські організації «Карпати» (створена 2001, активно діє з 2007; керівник — Олег «Солдат» Солдатенко) та «Завжди вірні» (створена 2010; керівник — Тарас «Гладіатор» Павлів).
Перед кожною домашньою грою вулицями Львова відбувається автопробіг машин, прикрашених прапорами та атрибутикою «Карпат». Його організовує клуб «автофанів» (Autofans).
Серед відомих уболівальників клубу: боксер Андрій Котельник і політик Олег Тягнибок.

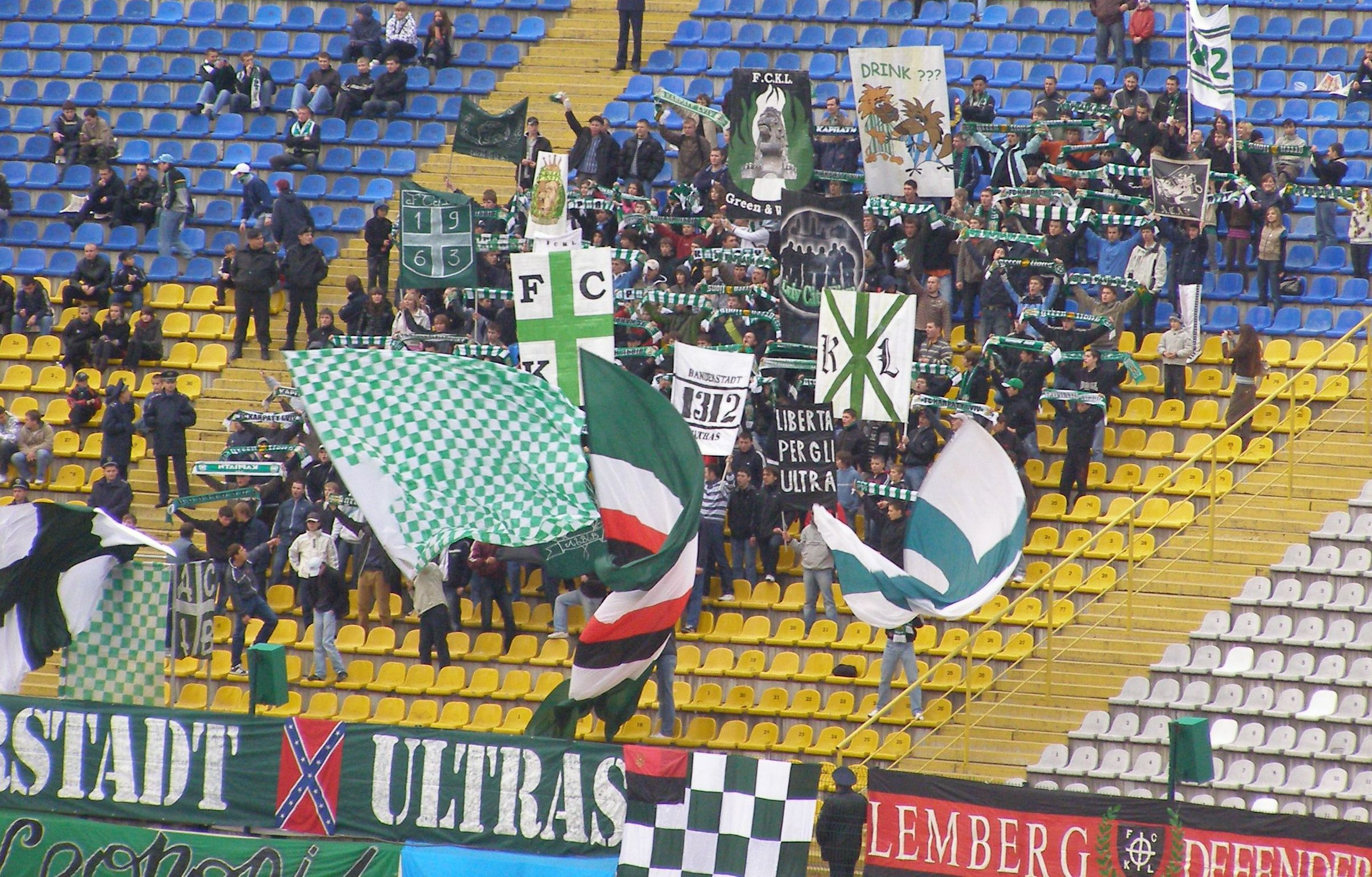
16-ий сектор (2008)
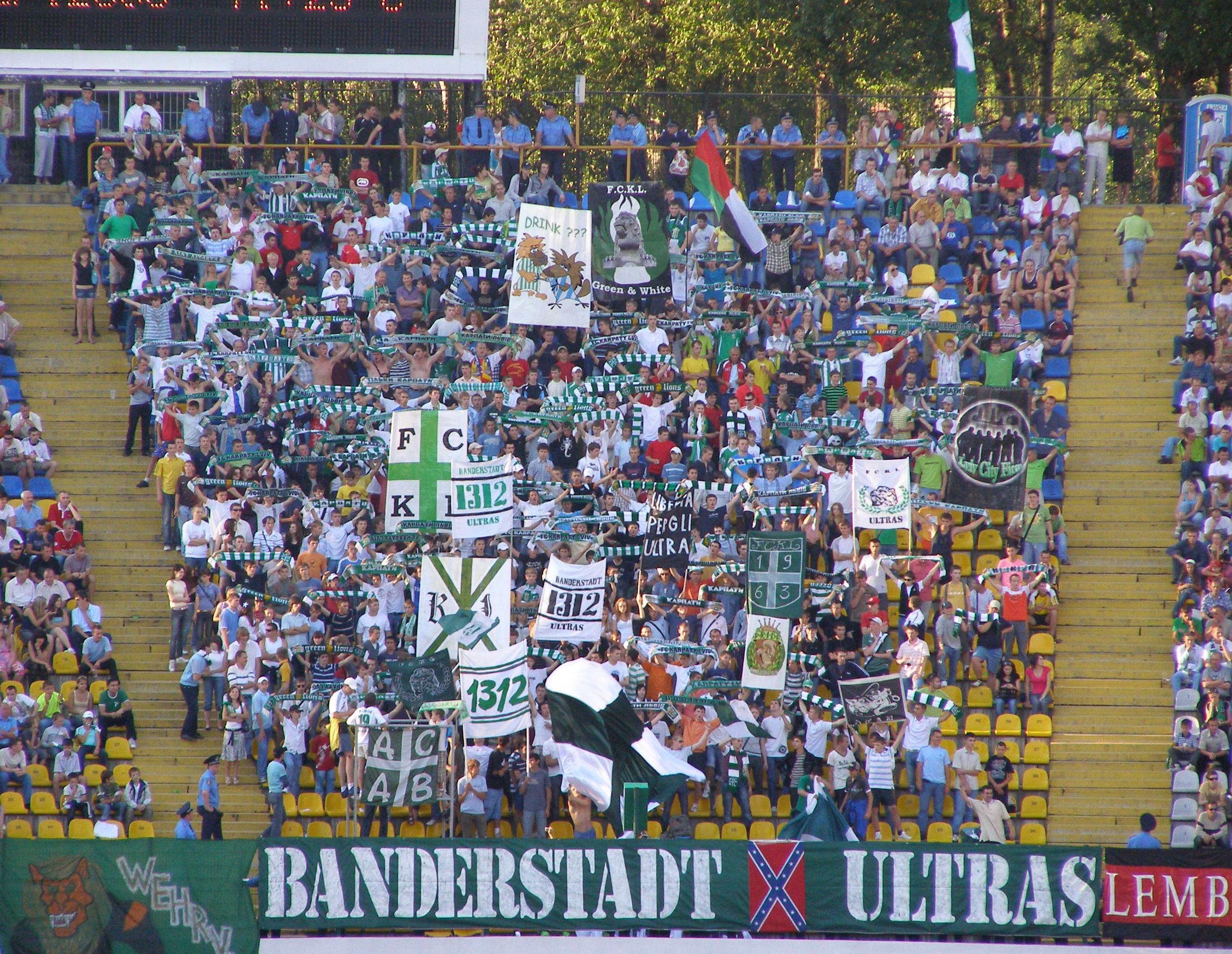
16-ий сектор (2008)
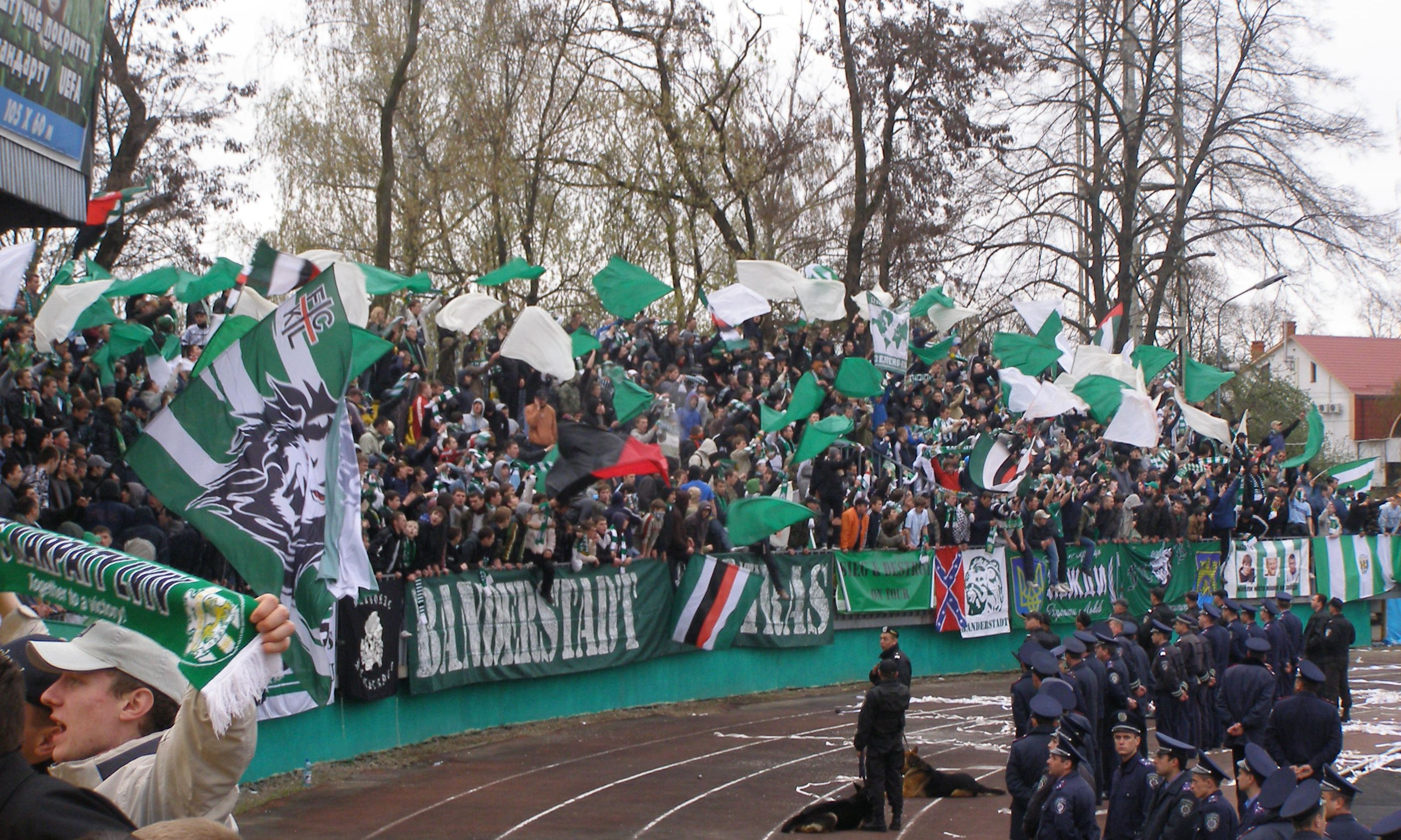
Уболівальники «Карпат» в Ужгороді (2010)
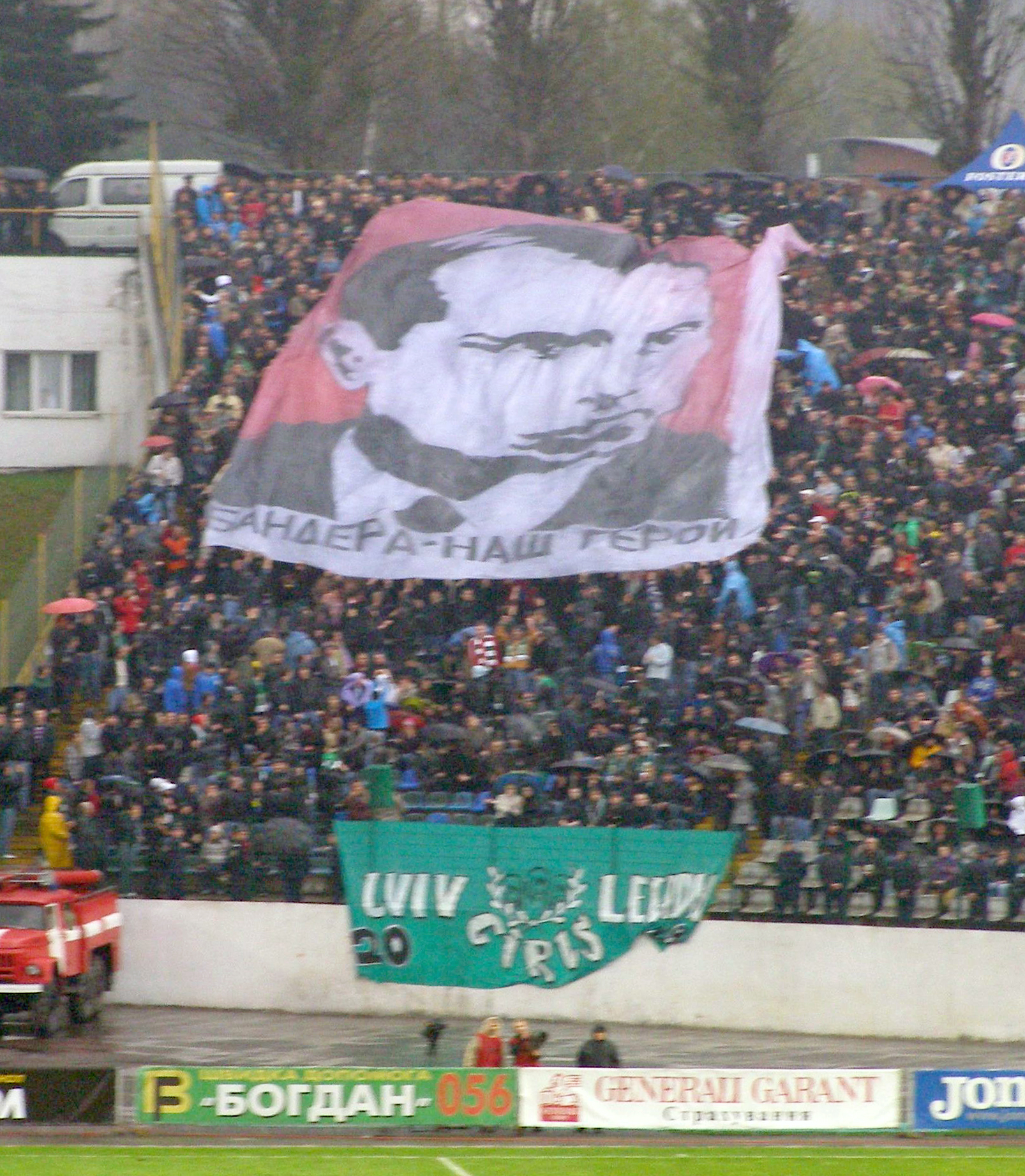
Банер «Бандера — наш герой» (2010)
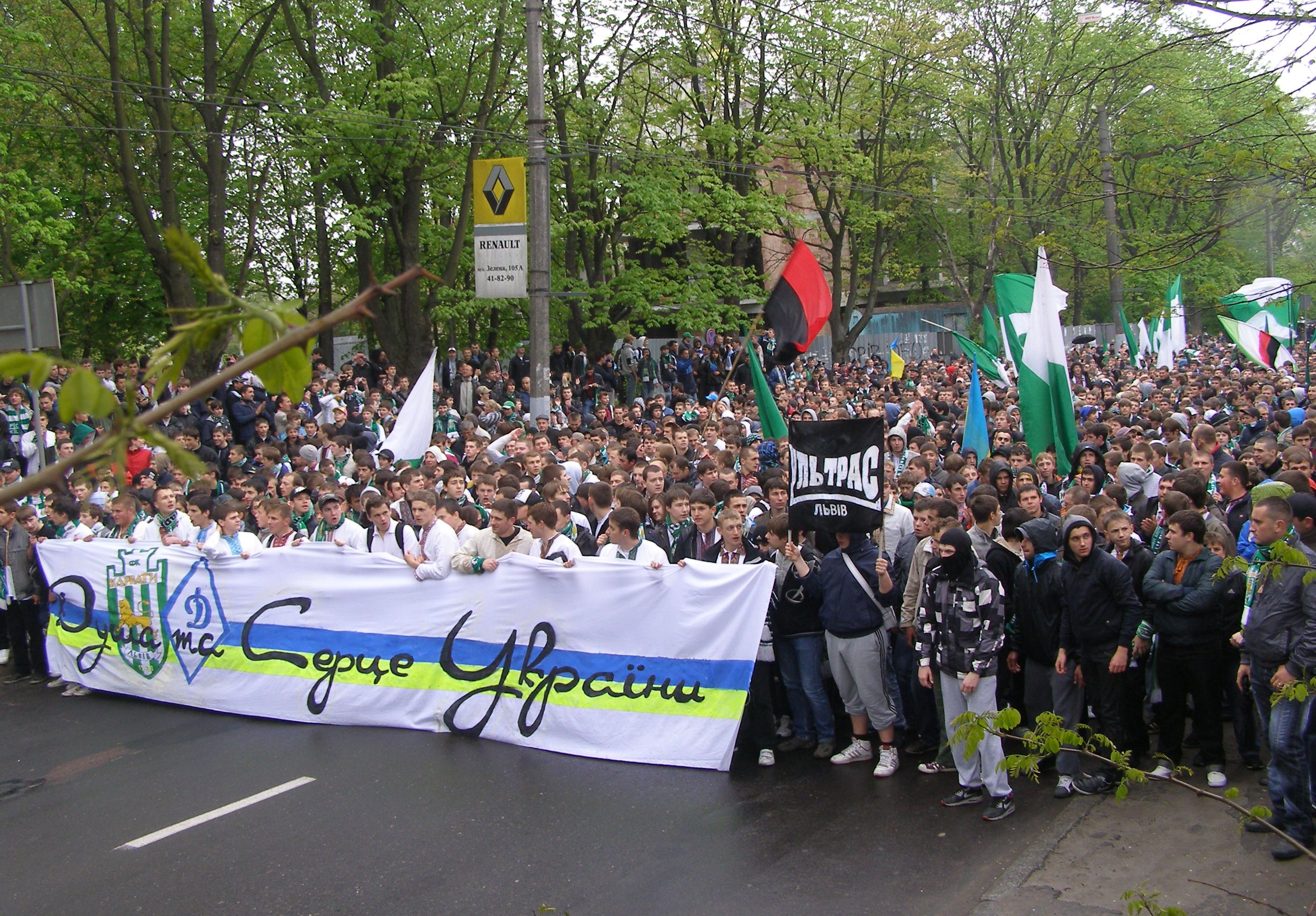
Спільний марш із фанами «Динамо» Київ (2011)
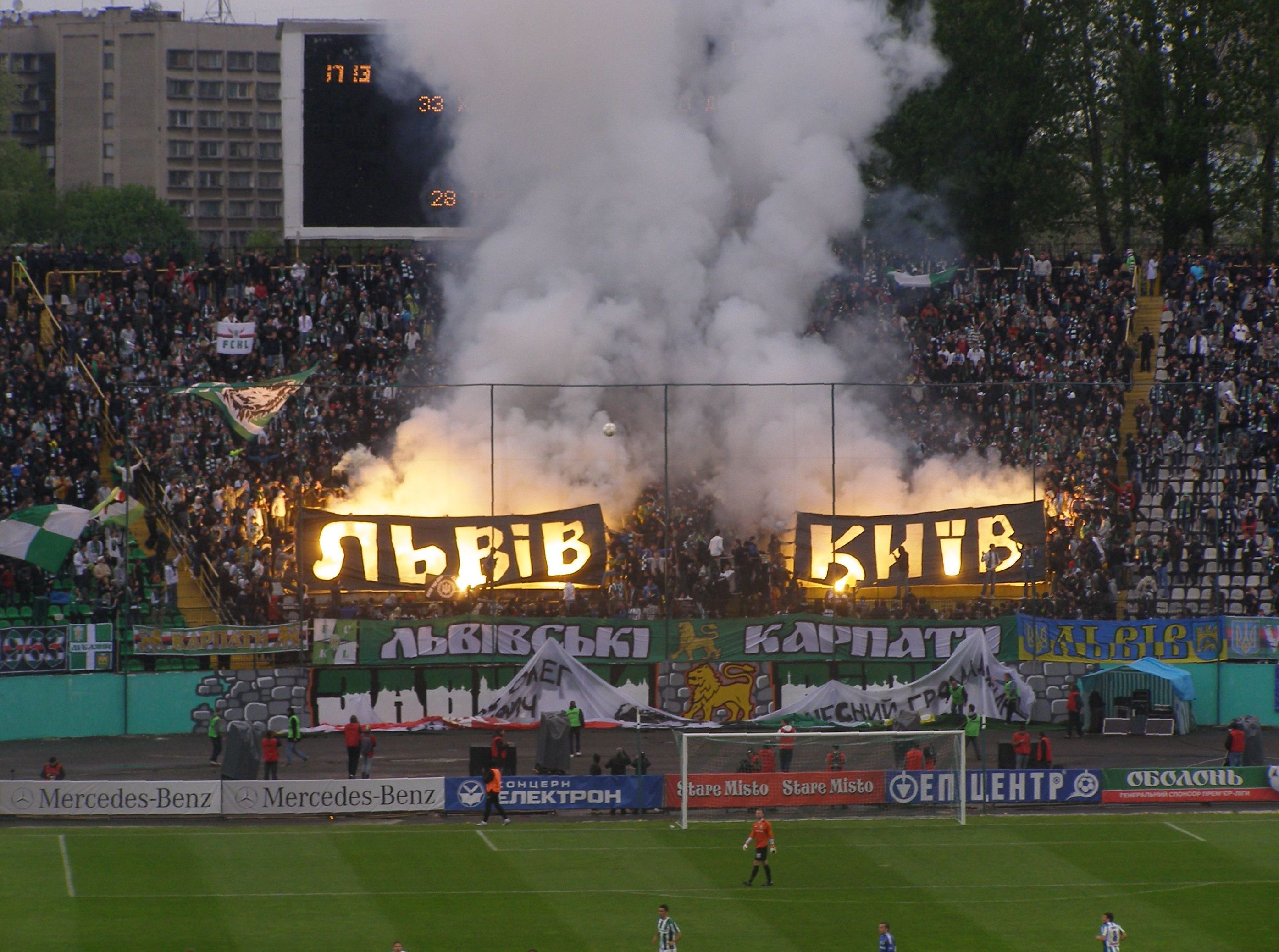
Піро-шоу на грі з «Динамо» Київ (2011)
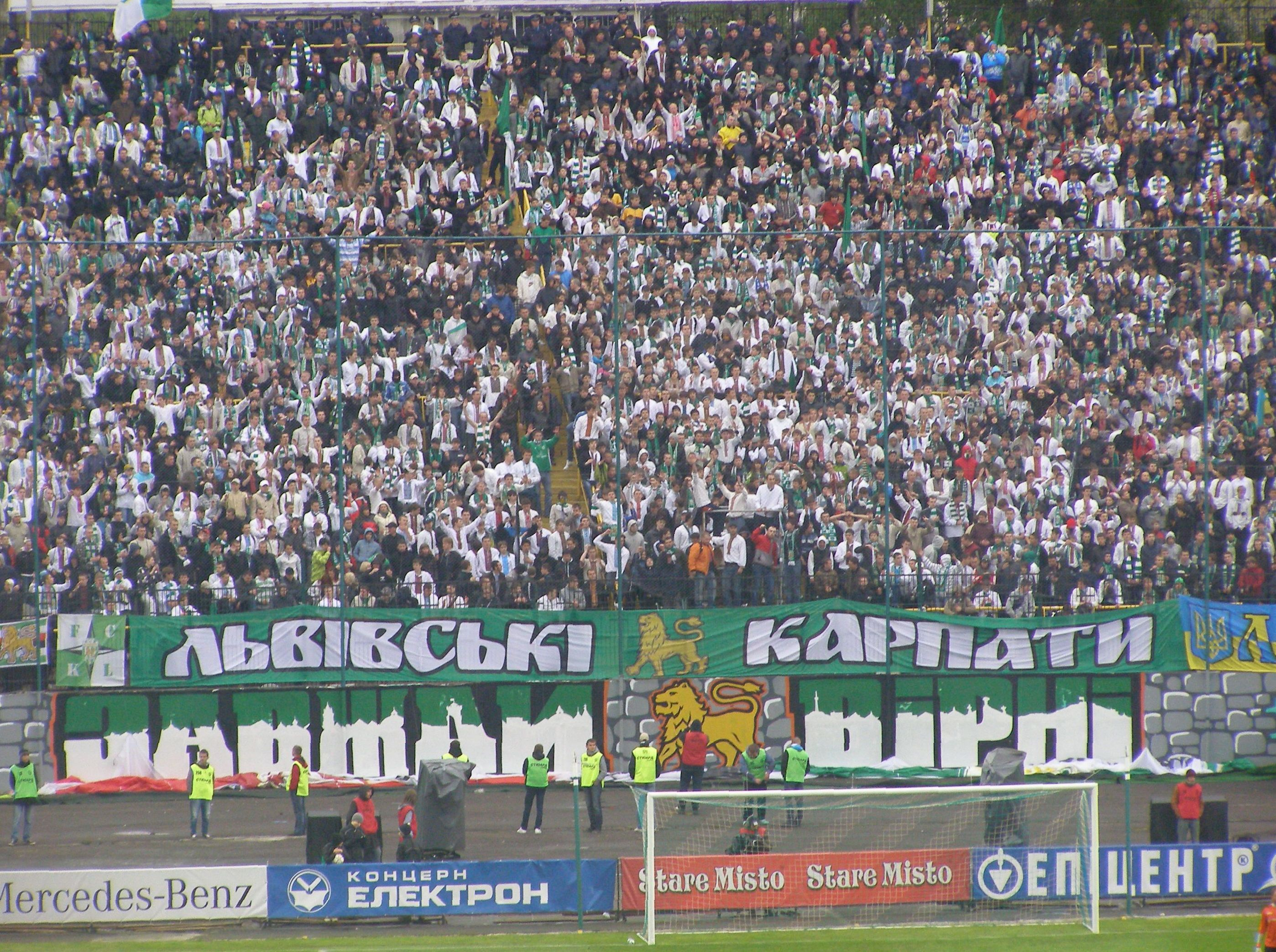
Прихильники «Карпат» у вишиванках (2011)
Банер, присвячений Олегові Кононову (2011)
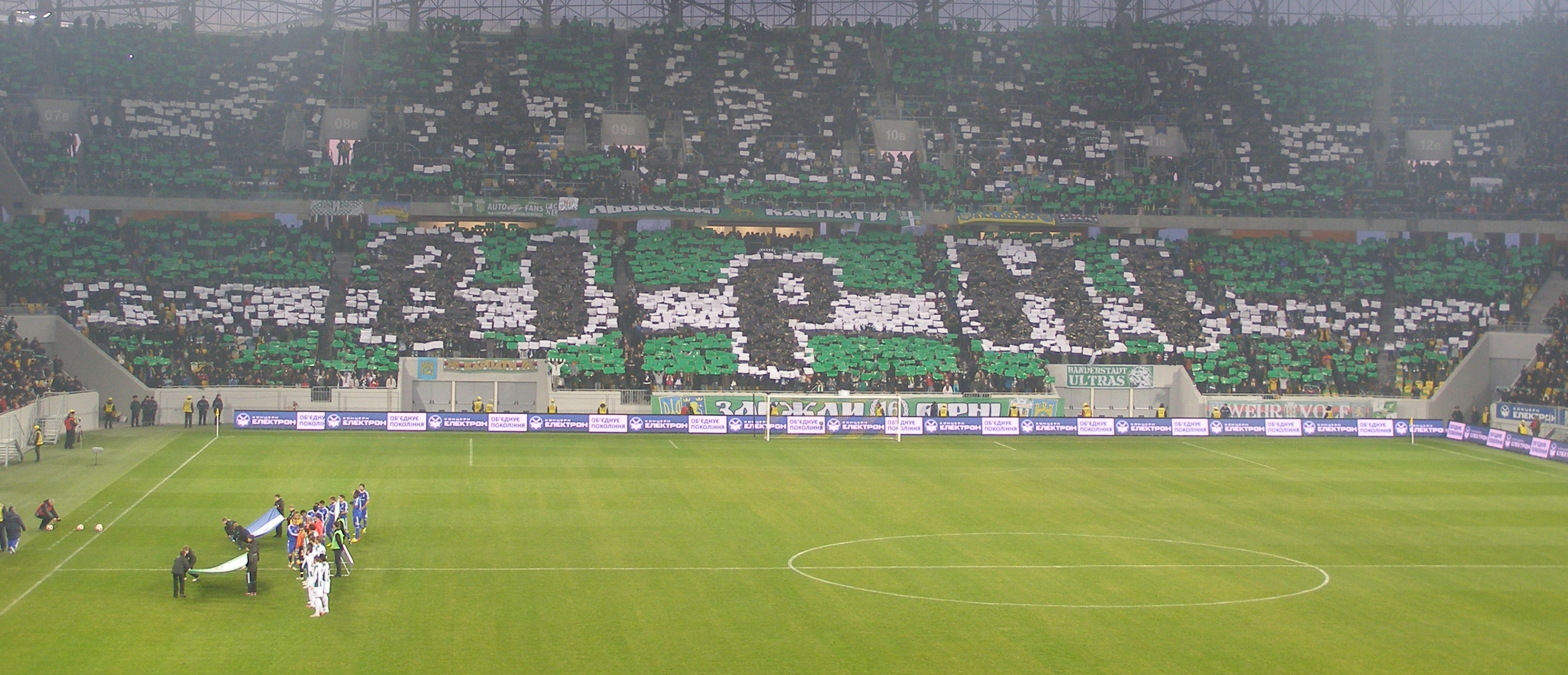
Модульне шоу перед першим матчем на «Арені Львів» (2011)
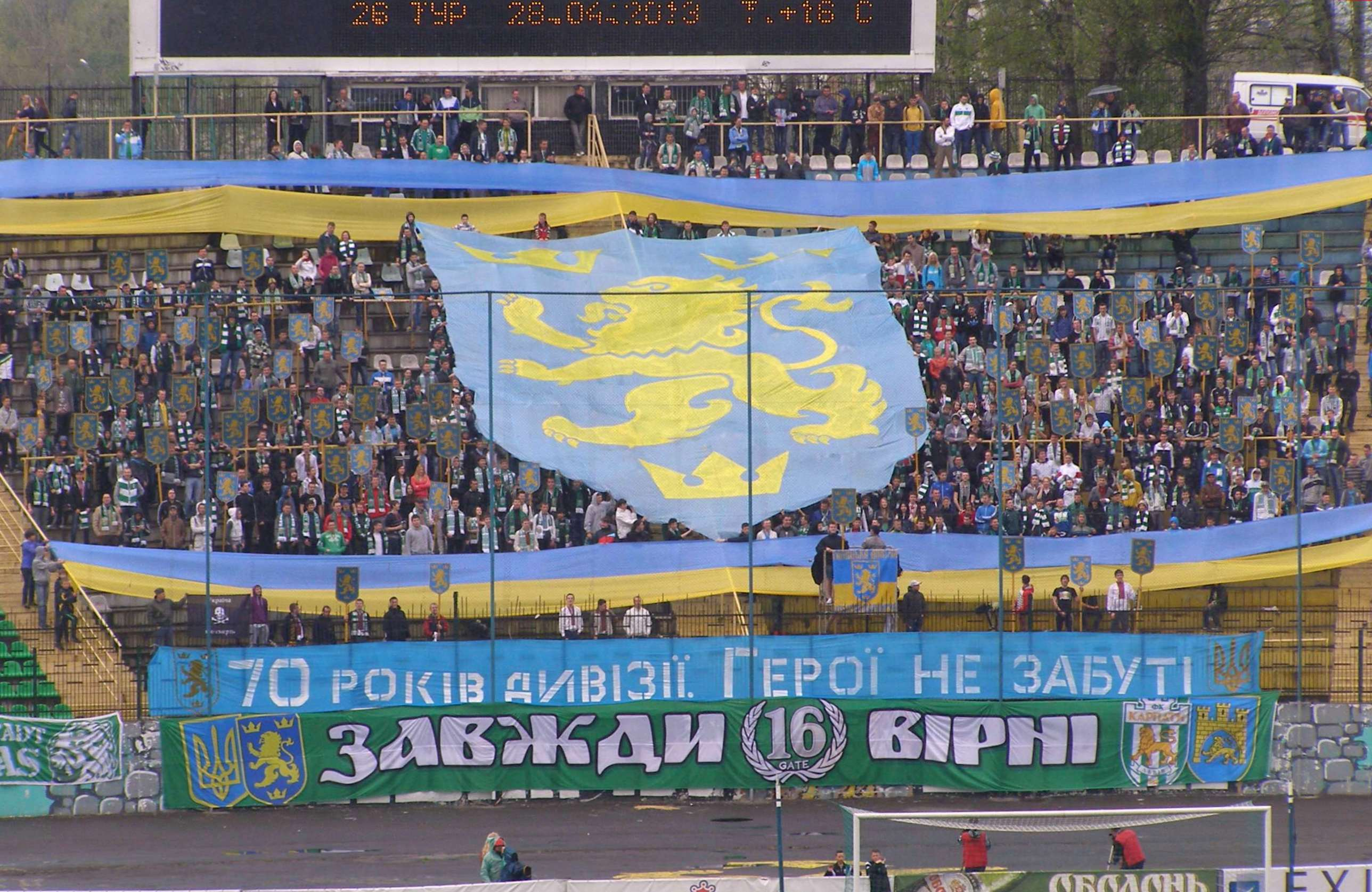
До 70-річчя створення дивізії Ваффен СС «Галичина»  (2013)
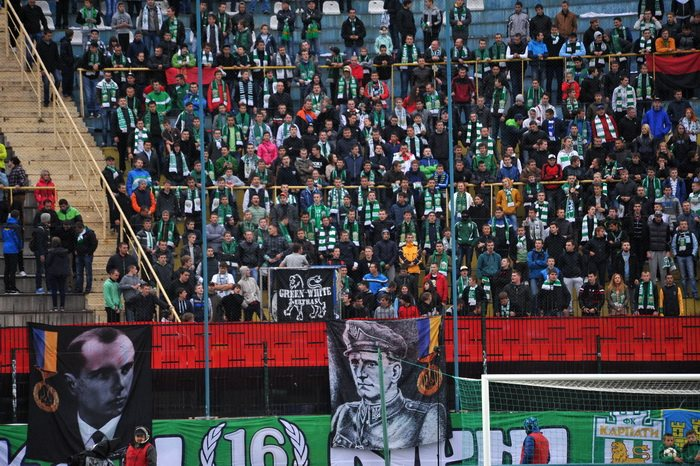
Фан-сектор у барвах ОУН(б) (2013)

### Відвідування
Відвідуваність домашніх матчів «Карпат», середня кількість глядачів на грі чемпіонату країни впродовж сезону:
- Світло-зелений — вища ліга
- Темно-зелений — перша (1970, 1978—1979, 1981, 2004/05 — 2005/06) чи друга (1989—1991) ліги
- Червоний — СКА «Карпати» у першій лізі (1982—1989)

## Символіка

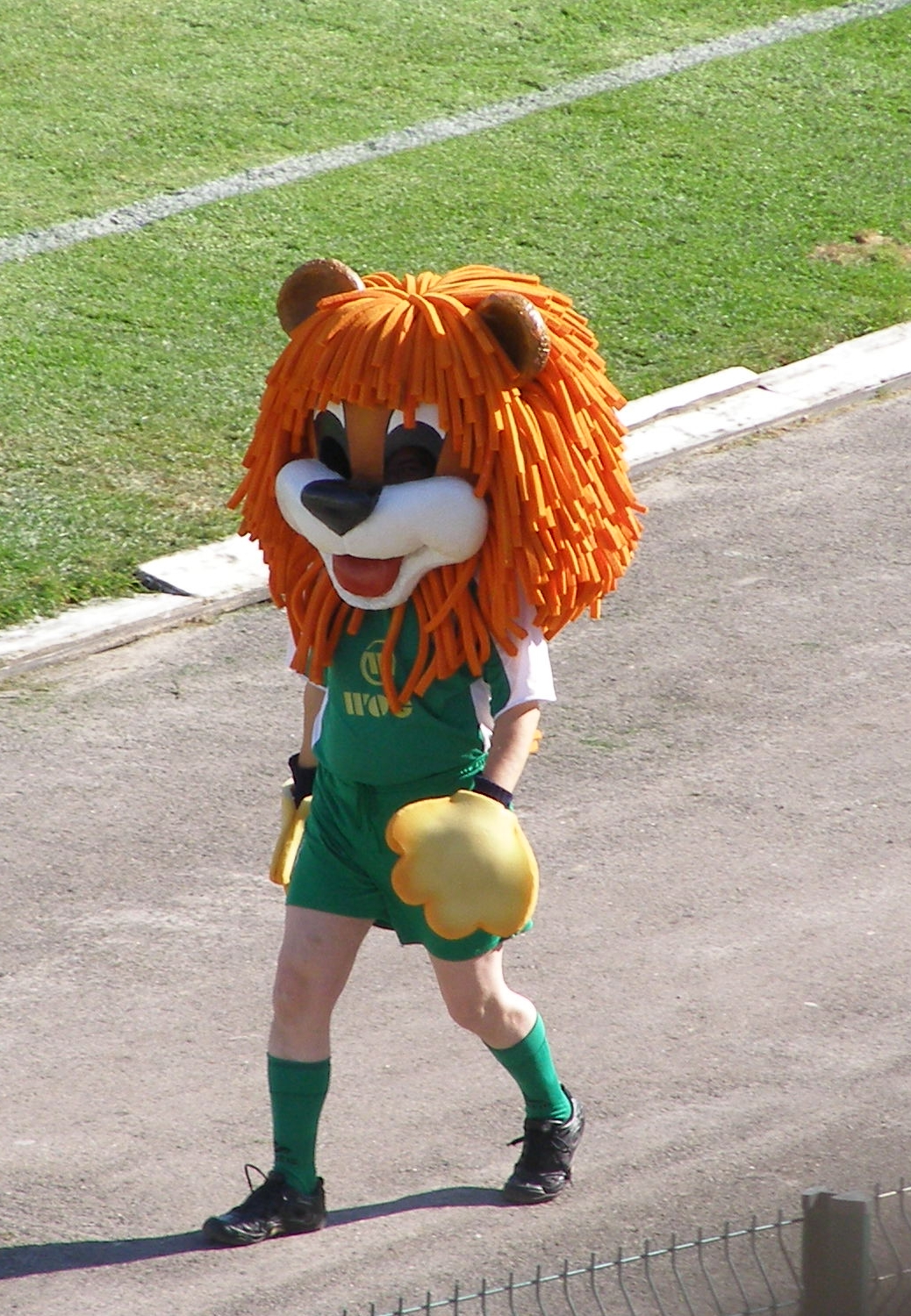
Левчик — талісман «Карпат». Восени 1997 року він став 3-м подібним футбольним маскотом в Україні після Києва та Полтави. Роль Левчика виконував заслужений артист України Олександр Дейцев

### Гімн, пісні, кричалки
Гімн
А ми йдемо! А ми йдемо!

А ми йдемо, йдемо, йдемо!

І наш футбольний клуб «Карпати»

До перемоги ведемо!

Ще прийде час! Ще прийде час!

«Карпати» виграють не раз.

І Кубок знов буде у Львові,

І буде золото у нас!

Гей догори! Гей догори!

Зелено-білі прапори.

Шарфи літають у всі боки

«Карпати» знов перемогли!
(Слова Мирослава Грабара, написана на зламі 1990-2000-х, мелодія на мотив джазової пісні «When The Saints Go Marching In»)
Пісні та кричалки
Забивайте, хлопці, гола,

Та й лягайте спочивать.

А ми підемо до центру,

Перемогу святкувать!
Вип'єм файне львівське пиво

Вип'єм чарочку вина,

Щоби хлопці добре грали,

Не боялись нічого!
(на мотив «Розпрягайте, хлопці, коні»)
Гол за голом «Карпати» забивай,

Львівські фанати, в бою не відступай!
(на мотив «Лента за лентою»)
Також уболівальники співають пісні «Червона рута», «Гей, наливайте повнії чари», «А коса у дівчини райдуга», «О, Україно, о люба ненько», «Ми — хлопці з Бандерштадту», «Гей, зелені леви» та інші.

### Емблема
Сучасну емблему клубу створено 1990 року (ледь змінено 2003 року). Автори — львівські геральдисти Андрій Гречило та Іван Турецький. 2020 року, опустившись до другої ліги, «Карпати» передали герб представникам ультрас, а сам клуб виступав із тимчасовим логотипом, шаблон якого можна було купити в Інтернеті за 20 доларів.

Емблема клубу радянських часів[68]
Емблема клубу радянських часів[68]
Емблема в 1990-2003 роках
Емблема в 2003—2020 роках
Тимчасова емблема (2020—2021)

### Кольори форми
Кольори ігрової форми щойностворені «Карпати» перейняли від офіційного попередника — колективу «Сільмаш». Традиційні зелено-білі вертикальні смуги клуб широко використовував у 1960-х роках. У часи виступів у вищій лізі СРСР (1971—1977) львів'яни грали у зелених футболках та білих трусах. 1982 року клуб ліквідовано, замінивши його на військовий СКА «Карпати», який грав у червоно-білих барвах. Смугасті футболки клуб знову одягнув у сезоні 1989 (вперше з 60-х років), після відновлення цивільної профспілкової команди «Карпати». У 1990-х та 2000-х роках команда грала зазвичай у зелено-білих футболках, але без вертикальних смуг. У сезоні 1996—1997 і у фіналі Кубка України 1999 клуб виступав у червоно-чорних футболках.
Влітку 2008 року клуб підписав угоду з іспанською компанією «Joma», яка передбачала повернення до історичних витоків, тобто виробництво смугастої зелено-білої форми до початку 2009 року. Команда вперше одягнула нову форму на зимових тренувальних зборах у Туреччині, а перший офіційний матч у новому екіпіруванні зіграла 1 березня 2009 року.
Улітку 2010 року презентовано запасну чорно-червону форму клубу, що символізує барви українського національно-визвольного руху.
| «Сільмаш» · (Львів) · (1961-1962) |

1960-ті роки
| У такій формі проведено першу офіц. гру в 1963 | У такій формі проведено фінал Кубка СРСР 1969 | · |

1970-ті і 1980-ті
| 1970-1981 основна | 1970-1981 запасна | СКА «Карпати» · (1982-1989) | відроджені «Карпати» · (1989) |

1990-ті і 2000-ні
| 1993-2009 | 1993-2009 | 1993-2009 запасна | 2009- | 2010-2012 · запасна |

Рідкісні варіанти форми
| 1969 | 1970 · (широка дозема смуга посередині) | 1996-1997 · (червоно-чорна) | 2002-2003 (різноширокі поземі смужки) |

## Власник, спонсори, бюджет
Власником клубу є львівський бізнесмен Петро Димінський (нафтопідприємства і мас-медіа), який став президентом «Карпат» улітку 2001 року. 2010 року Димінський продав 50 % акцій клубу офшорній компанії, яку пов'язують з Ігорем Коломойським. Зараз по 50 % акцій належать акціонерів компанія з обмеженою відповідальністю «Крисал Голдінґс ЛТД» (Krisal Holdings LTD, Британські Віргінські острови) і компанії з обмеженою відповідальністю «Менділ Лімітед» (Британські Віргінські острови, кінцеві бенефіціарні власники: Петро Димінський і кіпріот Хрістакіс Ніколау).
Станом на 2012 рік бюджет клубу коливався у межах 12–14 млн доларів (100—110 млн гривень), 2014 року його оцінювали в 5–5,5 млн доларів (60–65 млн гривень), 2015 року — 3 млн доларів (75 млн гривень).
«Карпати» — один із небагатьох українських клубів, які стали практично беззбитковими (завдяки трансферам і відсоткам від трансферів колишніх гравців) — за підсумками сезону 2015/16 прибуток клубу перевищив видатки на 7,5 млн грн.
Від 27 травня 2020 «Карпати» офіційно повідомляють про зміну бенефіціара, засновника клубу. Частка компанії, що належала Петру Димінському, відтепер перебуває у власності Олега Смалійчука.
| Усі президенти ФК «Карпати» Львів: - 1989—1990 — Юліан Кордіяк - 1990—1992 — Карло Мікльош - 1992—1994 — Богдан Кобрин - 1994—1996 — Роман Гірник - 1996—1998 — Остап Семків - 1998—1999 — Ярослав Грицюк - 1999—2001 — Леонід Ткачук - 2001—2020 — Петро Димінський - Від 2020 — Олег Смалійчук | Титульні спонсори клубу останніх років: - 2001—2004 — НПК «Галичина» - 2005—2006 — WOG - 2007—2008 — CDMA-Україна - 2009—2010 — ЗІК - 2010—2011 — Концерн-Електрон - 2012 (весна) — Лімо - 2012—2014 — FavBet - 2014—2015 — Лімо - 2015—2017 — Парі-Матч - 2017—2018 — ЗІК - з 2018 — Marathon Bet |

Станом на початок 2015 року середня зарплата футболістів «Карпат» становила близько 80 тис. гривень.
Від 27 травня 2020 року власником частки Петра Демінського в «Карпатах» став Олег Смалійчук.
14 червня 2021 року стало відомо, що клуб розформовано. «Карпати» припинили існування.

## Відомі гравці
Футболісти «Карпат», що коли-небудь виступали за національні збірні, або провели понад 200 ігор чи 50 м'ячів у складі «Карпат». У дужках вказані роки виступів за клуб:
| - Анатолій Крощенко (1963—1968) - Ігор Кульчицький (1963—1972) - Володимир Данилюк (1966—1978) - Ростислав Поточняк (1966—1977) - Янош Габовда (1968—1971) - Геннадій Лихачов (1967—1977) - Лев Броварський (1968—1980) - Іван Герег (1968—1976) - Едвард Козинкевич (1972—1974, 1976—1978) - Юрій Дубровний (1975—1981) - Андрій Баль (1977—1980) - Юрій Суслопаров (1977—1980) - Василь Рац (1979) - Степан Юрчишин (1978—1981, 1989—1990) - Володимир Шаран (1989—1991, 1998—2001) - Олександр Чижевський (1989—1999, 2002—2003) - Василь Кардаш (1990—1991, 1993—1994) | - Айварс Друпасс (1991) - Андрій Гусін (1992—1993) - Андрій Покладок (1992—1997, 1999—2000) - Олександр Євтушок (1993—1995, 1997—1999) - Володимир Єзерський (1997—1999) - Мохамед Альхалі Сума (1997—1999) - Сергій Мізін (1997—2000, 2002—2004) - Сергій Ковалець (1997—2000) - Іван Гецко (1998—1999) - Микола Іщенко (2000—2008) - Сергій Ковальчук (2001—2004) - Мацей Налєпа (2001—2004, 2005—2008) - Олексій Сучков (2002—2008) - Самсон Годвін (2002—2013) - Сенад Тигань (2003) - Александру Голбан (2004—2006) - Богдан Шуст (2004—2006) | - Ігор Худоб'як (2005—2013, 2014—2017) - Василь Кобін (2006—2009) - Леонід Ковель (2007) - Сергій Зеньов (2007—2014) - Олександр Юревич (2007) - Денис Кожанов (2007—2011, 2014—2016) - Александер Гурулі (2008—2011) - Ігор Ощипко (2008—2013) - Артем Федецький (2009—2012, 2017—2019) - Мартин Богатинов (2011—2013) - Олександр Гладкий (2012—2014, 2017) - Муртаз Даушвілі (2012—2016) - Павло Ксьонз (2012—2017) - Ігор Пластун (2012—2016) - Мар'ян Швед (2015, 2017—2020) - Гегам Кадимян (2016) - Микола Матвієнко (2017) |

Докладніше: Категорія: Футболісти «Карпат» (Львів)

### «Зірка Карпат»
Із 2005 року вболівальники проводять голосування за найкращого гравця року, що минає. Переможець отримує нагороду «Зірка Карпат»:
- 2005 —  Олєксій Сучков
- 2006 —  Ігор Худоб'як
- 2007 —  Лєонід Ковель
- 2008 —  Василь Кобін
- 2009 —  Ігор Худоб'як
- 2010 —  Олег Кононов (тренер)
- 2012 —  Лукас Перес
- 2013 —  Володимир Костевич
- 2014 —  Олег Голодюк
- 2015 —  Володимир Костевич
- 2016 —  Ігор Худоб'як

## Рекордсмени

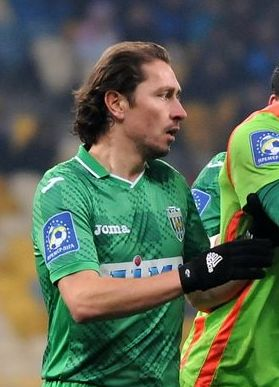
Ігор Худоб'як

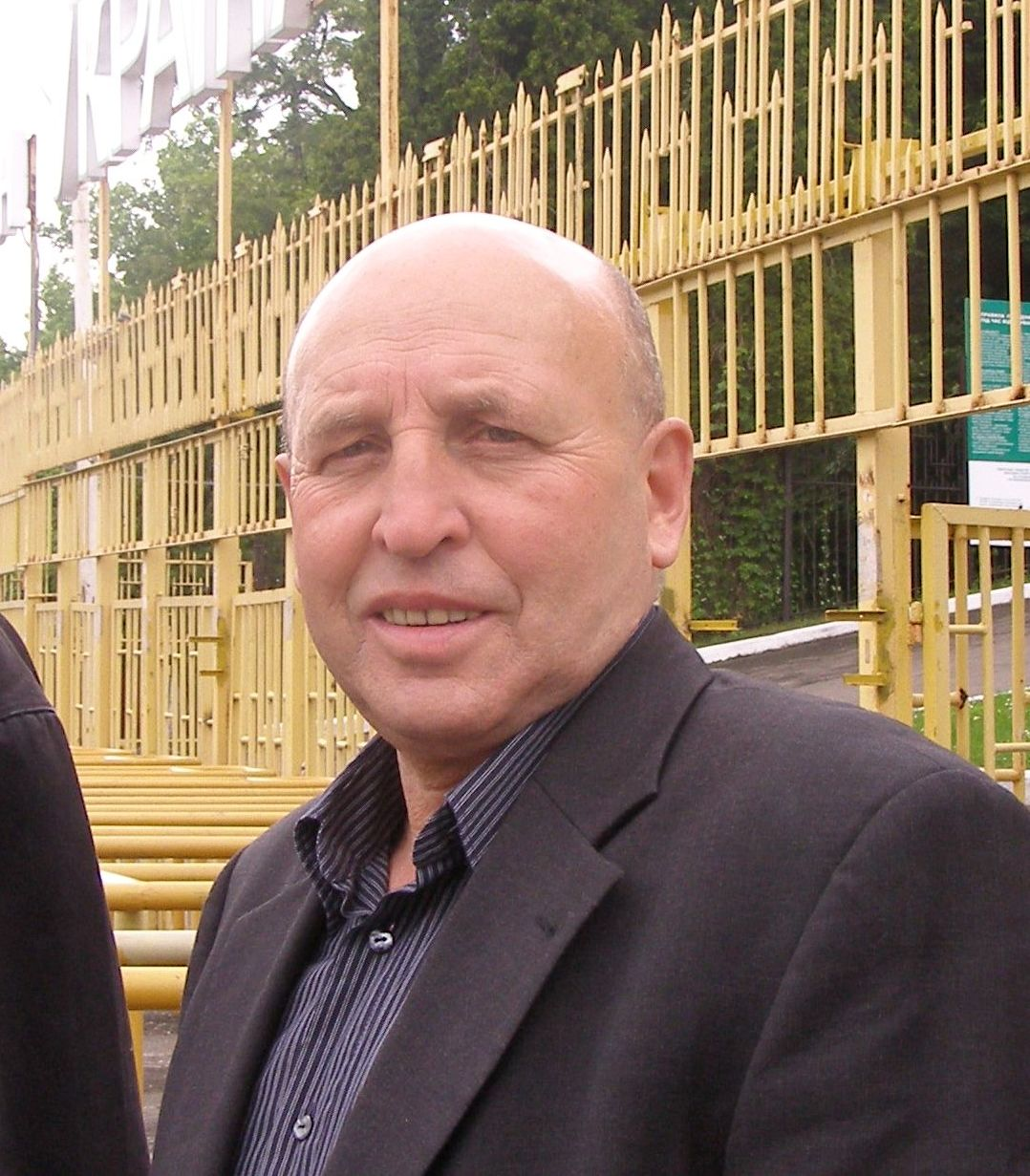
Ігор Кульчицький

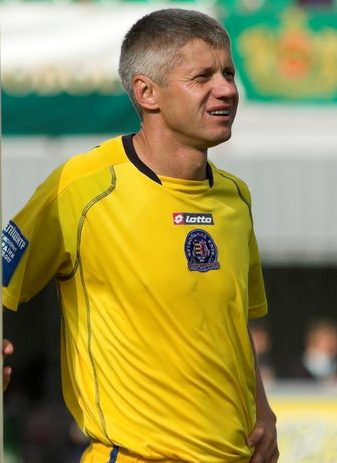
Олександр Чижевський

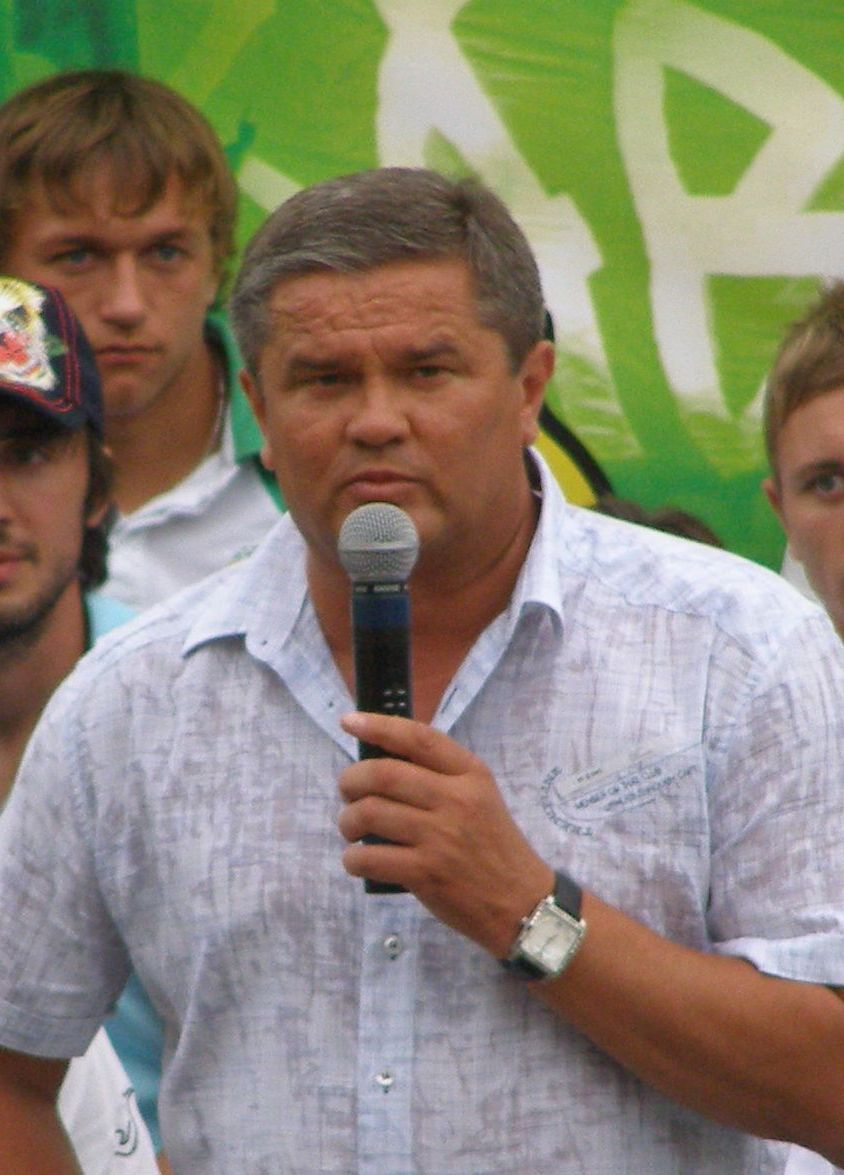
Степан Юрчишин

Найбільше ігор у чемпіонатах СРСР та України
На 1 січня 2018:
| Місце | Футболіст            | Ігри | Роки виступів        |
| ----- | -------------------- | ---- | -------------------- |
| 1.    | Лев Броварський      | 412  | 1968—1980            |
| 2.    | Ростислав Поточняк   | 338  | 1966—1977            |
| 3.    | Ігор Худоб'як        | 310  | 2005—2013, 2014—2017 |
| 4.    | Ігор Кульчицький     | 305  | 1963—1972            |
| 5.    | Олександр Чижевський | 303  | 1989—1999, 2002—2003 |
| 6-7.  | Геннадій Лихачов     | 291  | 1967—1977            |
| 6-7.  | Володимир Данилюк    | 291  | 1966—1978            |
| 8.    | Самсон Ґодвін        | 234  | 2002—2013            |
| 9.    | Іван Герег           | 229  | 1968—1976            |
| 10.   | Юрій Дубровний       | 224  | 1975—1981            |

Найбільше голів у чемпіонатах СРСР та України
На 1 січня 2018:
| Місце | Футболіст           | Голи | Роки виступів        |
| ----- | ------------------- | ---- | -------------------- |
| 1.    | Володимир Данилюк   | 88   | 1966—1978            |
| 2.    | Степан Юрчишин      | 83   | 1978—1981, 1989—1990 |
| 3.    | Янош Габовда        | 67   | 1968—1971            |
| 4.    | Анатолій Крощенко   | 58   | 1963—1968            |
| 5.    | Геннадій Лихачов    | 54   | 1967—1977            |
| 6.    | Андрій Покладок     | 53   | 1992—1997, 1999—2000 |
| 7.    | Лев Броварський     | 47   | 1968—1980            |
| 8.    | Ігор Худоб'як       | 38   | 2005—2013, 2014—2017 |
| 9.    | Ігор Кульчицький    | 37   | 1963—1972            |
| 10.   | Вільям Роша Батіста | 36   | 2005—2007, 2009—2012 |

Ювілейні голи у вищій лізі чемпіонату України
| №   | Автор голу       | Команда суперник | Дата       | Місто     | Рахунок | Хвилина | Заг.рахунок |
| --- | ---------------- | ---------------- | ---------- | --------- | ------- | ------- | ----------- |
| 1   | Анатолій Мущинка | «Чорноморець»    | 6.03.1992  | Одеса     | 1:0     | 22      | 2:2         |
| 100 | Роман Зуб        | «Дніпро»         | 23.10.1994 | Львів     | 1:0     | 11      | 3:1         |
| 200 | Ігор Маковей     | «Торпедо»        | 9.08.1997  | Запоріжжя | 1:0     | 50      | 2:0         |
| 300 | Іван Гецко       | «Дніпро»         | 29.09.1999 | Львів     | 1:0     | 61      | 4:0         |
| 400 | Олексій Сучков   | «Чорноморець»    | 11.05.2003 | Львів     | 0:1     | 61      | 2:1         |
| 500 | Сергій Кузнецов  | «Чорноморець»    | 1.03.2009  | Львів     | 1:0     | 16      | 3:0         |
| 600 | Денис Кожанов    | «Ворскла»        | 21.05.2011 | Львів     | 1:1     | 53      | 2:2         |
| 700 | Грегор Балажиц   | «Говерла»        | 27.07.2014 | Ужгород   | 2:1     | 74      | 2:2         |
| 800 | Сергій Мякушко   | «Зірка»          | 09.04.2018 | Львів     | 2:1     | 65      | 2:1         |

## Усі сезони
Чемпіонати Радянського Союзу
| Сезон    | Ліга                                   | Ігор | В  | Н  | П  | М'ячі | Очок | Місце   | Кубок                                    | Наставник                                      | Найкращий бомбардир                                                 |
| -------- | -------------------------------------- | ---- | -- | -- | -- | ----- | ---- | ------- | ---------------------------------------- | ---------------------------------------------- | ------------------------------------------------------------------- |
| 1963     | друга група класу «А»                  | 34   | 14 | 11 | 9  | 28-22 | 39   | 7 (18)  | 1/32 фіналу                              | Олег Жуков                                     | Олександр Філяєв, Анатолій Крощенко і Валерій Шутильов — по 5 голів |
| 1964     | друга група класу «А» (2 група)        | 26   | 10 | 8  | 8  | 32-27 | 28   | 4 (14)  | 1/16                                     | Сергій Коршунов                                | Валентин Гусєв — 12                                                 |
| 1964     | друга група класу «А» (фінальний етап) | 26   | 8  | 8  | 10 | 29-36 | 24   | 10 (27) | 1/16                                     | Сергій Коршунов                                | Валентин Гусєв — 12                                                 |
| 1965     | друга група класу «А» (2 група)        | 30   | 11 | 11 | 8  | 36-22 | 33   | 7 (16)  | 1/16                                     | Микола Дементьєв                               | Анатолій Крощенко — 16                                              |
| 1965     | друга група класу «А» (фінальний етап) | 30   | 10 | 10 | 10 | 29-25 | 30   | 9 (32)  | 1/16                                     | Микола Дементьєв                               | Анатолій Крощенко — 16                                              |
| 1966     | друга група класу «А» (2 підгрупа)     | 34   | 8  | 14 | 12 | 23-23 | 30   | 14 (18) | 1/16                                     | Микола Дементьєв                               | Анатолій Марков і Анатолій Крощенко — по 5                          |
| 1967     | друга група класу «А» (2 підгрупа)     | 38   | 17 | 8  | 13 | 50-38 | 42   | 7 (20)  | 1/32                                     | Євген Лемешко (до вересня), Василь Васильєв    | Анатолій Крощенко — 17                                              |
| 1968     | друга група класу «А» (1 підгрупа)     | 40   | 26 | 7  | 7  | 80-34 | 59   | 1 (21)  | 1/64                                     | Василь Васильєв                                | Янош Габовда — 24                                                   |
| 1969     | друга група класу «А» (3 підгрупа)     | 42   | 17 | 12 | 13 | 63-50 | 46   | 6 (22)  | Володар                                  | Ернест Юст                                     | Володимир Данилюк — 15                                              |
| 1970     | перша група класу «А»                  | 42   | 26 | 11 | 5  | 70-22 | 63   | 1 (22)  | 1/64                                     | Ернест Юст                                     | Янош Габовда — 24                                                   |
| 1971     | вища ліга                              | 30   | 5  | 18 | 7  | 30-35 | 28   | 10 (16) | 1/8                                      | Ернест Юст                                     | Ігор Кульчицький — 7                                                |
| 1972     | вища ліга                              | 30   | 8  | 8  | 14 | 30-35 | 24   | 14 (16) | 1/2                                      | Ернест Юст                                     | Едвард Козинкевич — 5                                               |
| 1973     | вища ліга                              | 30   | 8  | 6  | 14 | 28-48 | 19   | 14 (16) | 1/16                                     | Валентин Бубукін                               | Роман Хижак — 7                                                     |
| 1974     | вища ліга                              | 30   | 8  | 12 | 10 | 33-33 | 28   | 11 (16) | 1/16                                     | Валентин Бубукін (до вересня), Ернест Юст      | Володимир Данилюк — 10                                              |
| 1975     | вища ліга                              | 30   | 11 | 10 | 9  | 36-28 | 24   | 6 (16)  | 1/8                                      | Ернест Юст                                     | Володимир Данилюк — 12                                              |
| 1976 (в) | вища ліга                              | 15   | 7  | 4  | 4  | 25-19 | 18   | 4 (16)  | 1/4                                      | Ернест Юст                                     | Володимир Данилюк — 14                                              |
| 1976 (о) | вища ліга                              | 15   | 6  | 5  | 4  | 22-19 | 17   | 4 (16)  | 1/4                                      | Ернест Юст                                     | Володимир Данилюк — 14                                              |
| 1977     | вища ліга                              | 30   | 6  | 14 | 10 | 26-30 | 26   | 15 (16) | 1/8                                      | Ернест Юст                                     | Юрій Дубровний — 7                                                  |
| 1978     | перша ліга                             | 38   | 21 | 10 | 7  | 60-37 | 52   | 4 (20)  | 1/16                                     | Ернест Юст (до вересня), Іштван Секеч          | Степан Юрчишин — 13                                                 |
| 1979     | перша ліга                             | 46   | 27 | 10 | 9  | 89-43 | 64   | 1 (24)  | 1/2                                      | Іштван Секеч                                   | Степан Юрчишин — 42                                                 |
| 1980     | вища ліга                              | 34   | 9  | 8  | 17 | 23-46 | 26   | 17 (18) | зона                                     | Іштван Секеч (до вересня), Ярослав Дмитрасевич | Юрій Суслопаров — 6                                                 |
| 1981     | перша ліга                             | 46   | 17 | 10 | 19 | 57-60 | 26   | 11 (24) | зона                                     | Ярослав Дмитрасевич                            | Володимир Сакалов — 12                                              |
| 1989     | друга ліга                             | 42   | 24 | 10 | 8  | 63-34 | 58   | 3 (22)  |                                          | Борис Рассихін                                 | Степан Юрчишин і Роман Лаба — по 11                                 |
| 1990     | друга ліга                             | 42   | 23 | 9  | 10 | 61-36 | 55   | 3 (22)  |                                          | Володимир Булгаков                             | Анатолій Мущинка — 9                                                |
| 1991     | друга ліга                             | 42   | 24 | 11 | 7  | 47-27 | 59   | 1 (22)  | 1/8 (сезон 1990/91) 1/32 (сезон 1991/92) | Ростислав Поточняк (до липня), Степан Юрчишин  | Ярослав Козак — 9                                                   |

Чемпіонати України
| Сезон   | Ліга                   | Ігор | В  | Н  | П  | М'ячі | Очок | Місце   | Кубок    | Наставник                                                                                                   | Найкращий бомбардир                              |
| ------- | ---------------------- | ---- | -- | -- | -- | ----- | ---- | ------- | -------- | --- | ------------------------------------------------ |
| 1992    | вища ліга (1 підгрупа) | 18   | 5  | 6  | 7  | 15-18 | 16   | 6 (10)  | 1/8      | Степан Юрчишин                                                                                              | Ярослав Козак — 6                                |
| 1992-93 | вища ліга              | 30   | 10 | 10 | 10 | 37-38 | 30   | 6 (16)  | Фіналіст | Мирон Маркевич                                                                                              | Ігор Плотко — 7                                  |
| 1993-94 | вища ліга              | 34   | 16 | 8  | 10 | 37-30 | 40   | 5 (18)  | 1/2      | Мирон Маркевич                                                                                              | Андрій Покладок — 12                             |
| 1994-95 | вища ліга              | 34   | 12 | 9  | 13 | 32-36 | 45   | 8 (18)  | 1/8      | Мирон Маркевич                                                                                              | Андрій Покладок — 8                              |
| 1995-96 | вища ліга              | 34   | 12 | 10 | 12 | 39-39 | 46   | 8 (18)  | 1/8      | Володимир Журавчак                                                                                          | Андрій Покладок — 13                             |
| 1996-97 | вища ліга              | 30   | 15 | 7  | 8  | 36-23 | 52   | 5 (16)  | 1/4      | Мирон Маркевич                                                                                              | Вадим Колесник — 8                               |
| 1997-98 | вища ліга              | 30   | 16 | 9  | 5  | 36-20 | 57   | 3 (16)  | 1/8      | Мирон Маркевич                                                                                              | Олександр Паляниця — 11                          |
| 1998-99 | вища ліга              | 30   | 15 | 10 | 5  | 54-34 | 55   | 4 (16)  | Фіналіст | Мирон Маркевич (до березня), Степан Юрчишин                                                                 | Олександр Паляниця та Іван Гецко — по 16         |
| 1999-00 | вища ліга              | 30   | 12 | 4  | 14 | 39-38 | 40   | 9 (16)  | 1/4      | Лев Броварський                                                                                             | Іван Гецко — 10                                  |
| 2000-01 | вища ліга              | 26   | 9  | 3  | 14 | 33-42 | 40   | 10 (14) | 1/16     | Лев Броварський (до травня), Степан Юрчишин                                                                 | Василь Швед — 8                                  |
| 2001-02 | вища ліга              | 26   | 7  | 8  | 11 | 19-31 | 29   | 8 (14)  | 1/4      | Мирон Маркевич (до квітня), Володимир Журавчак (до червня), Лев Броварський                                 | Василь Швед, Роман Толочко і Ярослав Хома — по 3 |
| 2002-03 | вища ліга              | 30   | 9  | 9  | 12 | 29-37 | 36   | 7 (16)  | 1/16     | Лев Броварський (до вересня), Валентин Ходукін (до грудня), Іван Ґолац                                      | Тарас Кабанов — 8                                |
| 2003-04 | вища ліга              | 30   | 6  | 8  | 16 | 22-39 | 26   | 15 (16) | 1/32     | Іван Ґолац (до вересня), Мирон Маркевич (до травня), Юрій Дячук-Ставицький                                  | Сергій Мізін — 8                                 |
| 2004-05 | перша ліга             | 34   | 15 | 7  | 12 | 39-35 | 52   | 6 (18)  | 1/8      | Валентин Ходукін (до вересня), Юрій Дячук-Ставицький                                                        | Максим Фещук — 12                                |
| 2005-06 | перша ліга             | 34   | 25 | 5  | 4  | 53-14 | 80   | 2 (18)  | 1/2      | Юрій Дячук-Ставицький                                                                                       | Максим Фещук — 11                                |
| 2006-07 | вища ліга              | 30   | 9  | 10 | 11 | 26-32 | 37   | 8 (16)  | 1/16     | Олександр Іщенко (до квітня), Юрій Дячук-Ставицький (до червня), Олександр Іщенко                           | Вільям Роша Батіста — 10                         |
| 2007-08 | вища ліга              | 30   | 9  | 6  | 15 | 29-37 | 33   | 10 (16) | 1/16     | Олександр Іщенко (до вересня), Валерій Яремченко                                                            | Леонід Ковель — 6                                |
| 2008-09 | Прем'єр-ліга           | 30   | 8  | 10 | 12 | 33-39 | 34   | 9 (16)  | 1/16     | Олег Кононов                                                                                                | Сергій Кузнецов — 10                             |
| 2009-10 | Прем'єр-ліга           | 30   | 13 | 11 | 6  | 44-35 | 50   | 5 (16)  | 1/8      | Олег Кононов                                                                                                | Вільям Роша Батіста — 8                          |
| 2010-11 | Прем'єр-ліга           | 30   | 13 | 9  | 8  | 41-34 | 48   | 5 (16)  | 1/4      | Олег Кононов                                                                                                | Ігор Худоб'як — 6                                |
| 2011-12 | Прем'єр-ліга           | 30   | 5  | 8  | 17 | 27-51 | 23   | 14 (16) | 1/2      | Олег Кононов (до жовтня), Павло Кучеров (до січня), Володимир Шаран (до березня), Дячук-Ставицький          | Лукас Перес — 6                                  |
| 2012-13 | Прем'єр-ліга           | 30   | 7  | 6  | 17 | 37-52 | 27   | 14 (16) | 1/4      | Дячук-Ставицький (до 7 червня), Павло Кучеров (до 29 липня), Ніколай Костов (до 4 травня), Дячук-Ставицький | Лукас Перес — 8                                  |
| 2013-14 | Прем'єр-ліга           | 28   | 7  | 11 | 10 | 33-39 | 32   | 11 (15) | 1/8      | Олександр Севідов                                                                                           | Олександр Гладкий — 10                           |
| 2014-15 | Прем'єр-ліга           | 26   | 5  | 9  | 12 | 22-31 | 15   | 13 (14) | 1/8      | Ігор Йовичевич                                                                                              | Грегор Балажиц — 4                               |
| 2015-16 | Прем'єр-ліга           | 26   | 8  | 6  | 12 | 26-37 | 30   | 7 (14)  | 1/16     | Ігор Йовичевич (до січня), Володимир Беззуб'як                                                              | Артур Карноза — 5                                |
| 2016-17 | Прем'єр-ліга           | 32   | 9  | 9  | 14 | 35-41 | 30   | 10 (12) | 1/16     | Сергій Зайцев (до жовтня), Олег Дулуб                                                                       | Густаво Бланко Лещук — 7                         |
| 2017-18 | Прем'єр-ліга           | 32   | 8  | 13 | 11 | 28-45 | 37   | 8 (12)  | 1/16     | |                                                  |
| 2018-19 | Прем'єр-ліга           | 32   | 8  | 9  | 15 | 44-53 | 33   | 10 (12) | 1/4      | |                                                  |
| 2019-20 | Прем'єр-ліга           | 32   | 2  | 9  | 21 | 19-48 | 15   | 12 (12) | 1/16     | Роман Санжар                                                                                                |                                                  |
| 2020-21 | Друга ліга             | 24   | 3  | 4  | 17 | 20-55 | 13   | 13 (13) | 1/64     | Любомир Вовчук                                                                                              |                                                  |

## Титули та досягнення

### СРСР
- Кубок СРСР: 1969
  - Півфінал Кубка СРСР: 1972, 1979
- Переможець першої ліги: 1970, 1979
  - 2-е місце в першій лізі (тоді друга група класу «А»): 1968
- Приз журналу «Старт» за найкращу різницю забитих і пропущених м'ячів (+46; єдиний випадок в історії призу, коли його вручили команді нижчої ліги): 1968
- Найвище місце у вищій лізі: 4-е (у сезонах 1976-весна і 1976-осінь)
- Чемпіон СРСР, Друга ліга (буферна зона «Захід») : 1991.

### Україна
- Фінал Кубка України: 1992/93, 1998/99
  - Півфінал Кубка України: 1992/93, 1993/94, 2005/06, 2011/12
- 3-є місце чемпіонату України 1997/98
- 2-е місце в першій лізі: 2005/06

### Міжнародні
Перемогли в турнірах
- «Дружба»: 1975
- Copa del Sol («Кубок Сонця»): 2011

## Цікаві факти
- За перемогу у фіналі Кубка 1969 року кожен гравець отримав премію 300 карбованців, спортивний костюм і радіоприймач;
- Єдина немосковська команда, яка має позитивний баланс у зустрічах із московським «Спартаком» у вищій лізі СРСР (+7 =2 -5);
- 6 березня 1992 року саме півзахисник «левів» Анатолій Мущинка забив у Одесі перший гол в історії національних чемпіонатів незалежної України (20 хв. матчу проти «Чорноморця»);
- Перед фіналом Кубка України 1993 року мер Львова Василь Шпіцер, відправляючи потяг із вболівальниками до Києва, обіцяв, що у разі перемоги над київським «Динамо» на львівській ратуші поряд з синьо-жовтим весь день майорітиме біло-зелений прапор. Але «Карпати» поступились — 1:2;
- Про команду співав відомий гурт «Брати Гадюкіни» у пісні «Карпати програли в футбол»;
- Саме на стадіоні «Україна» 30 липня 2000 року багатолітній чемпіон, київське «Динамо», вперше за 8 років змагань у чемпіонатах України програв з різницею 2 м'ячі (2:0, голи забили Роман Толочко і Андрій Покладок);
- Перша команда з першої ліги, яка досягла півфіналу Кубка України (сезон 2005/06);
- Коли на власному полі «Карпати» грають невдало, без самовіддачі і вболівальників не влаштовує результат або гра команди, з трибун на адресу футболістів інколи лунають вигуки «Вівці! Вівці!»[84][85]. Таке унікальне прізвисько не вживають більше ніде в Україні. Воно відоме у Львові ще з кінця 1960-х років[86].

### Сторінки фанів
- fckarpaty.com.ua — сайт фанів і вболівальників клубу [Архівовано 20 жовтня 2009 у Wayback Machine.]
- www.ultras.lviv.ua — сайт ультрас ФК «Карпати» [Архівовано 20 вересня 2010 у Wayback Machine.]
- star.lviv.ua — інтернет фан-клуб [Архівовано 21 липня 2007 у Wayback Machine.]
- gokarpaty.org — громадська організація «Карпати»
- autofans.lviv.ua — автофани «Карпат» [Архівовано 13 жовтня 2010 у Wayback Machine.]
- fckarpatylviv.org — неофіційний сайт ФК «Карпати»
- https://karpaty-lviv-nachrichten.com/ [Архівовано 28 липня 2019 у Wayback Machine.] — сайт про клуб німецькою мовою